# 21. Oktober
Der 21. Oktober ist der 294. Tag des gregorianischen Kalenders (der 295. in Schaltjahren), somit bleiben 71 Tage bis zum Jahresende.

## Ereignisse

### Politik und Weltgeschehen
- 63 v. Chr.: Konsul Marcus Tullius Cicero erfährt von der Catilinarischen Verschwörung unter der Führung des Lucius Sergius Catilina. Der römische Senat erklärt den Staatsnotstand mit erweiterten Vollmachten für die Konsuln.
- 1096: Nachdem die wehrfähigen Mitglieder des Volkskreuzzuges bei einem Angriffsversuch auf die Stadt Nicäa in einen Hinterhalt der Seldschuken geraten sind, flüchten sie panisch in ihr Feldlager. Dort kommt es durch die nachsetzenden Seldschuken zu einem Massaker; nur etwa 3.000 Kreuzfahrer können sich in eine verlassene Burg retten.
- 1097: Im Ersten Kreuzzug beginnt die Belagerung von Antiochia durch das Heer der Kreuzritter. Sie dauert bis zum 2. Juni des folgenden Jahres.

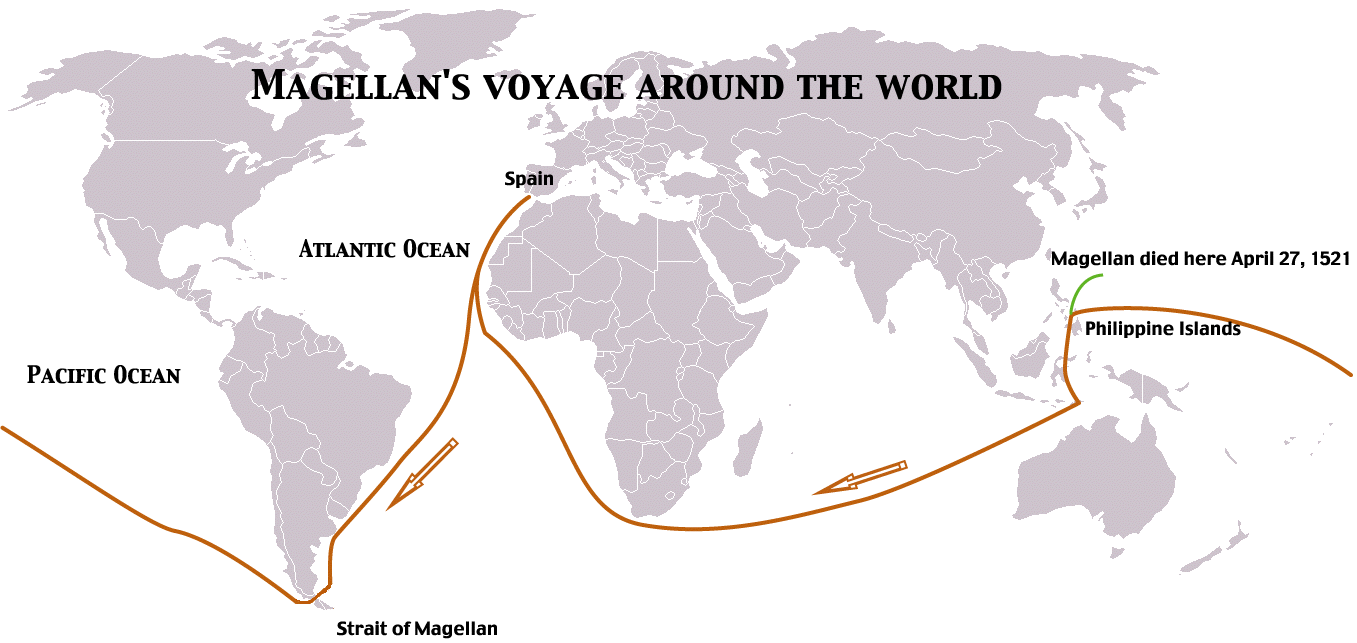
1520: Magellans Reise

- 1520: Auf seiner Weltumsegelung sichtet Ferdinand Magellan ein Kap, das er nach dem Tag der Entdeckung Cabo Virgenes nennt. Das Jungfrauenkap liegt in der heutigen Región de Magallanes y de la Antártica Chilena am Eingang der später nach ihm benannten Magellanstraße.

1600: Schlacht von Sekigahara

- 1600: In der Schlacht von Sekigahara gelingt es Tokugawa Ieyasu, die Vormachtstellung des Hauses Tokugawa in Japan zu festigen. Die Schlacht markiert den Übergang von der Sengoku-Zeit zur Edo-Zeit.
- 1792: Französische Revolutionstruppen marschieren im Ersten Koalitionskrieg in Mainz ein. In der Folge entsteht die Mainzer Republik als Tochterrepublik der Französischen Republik

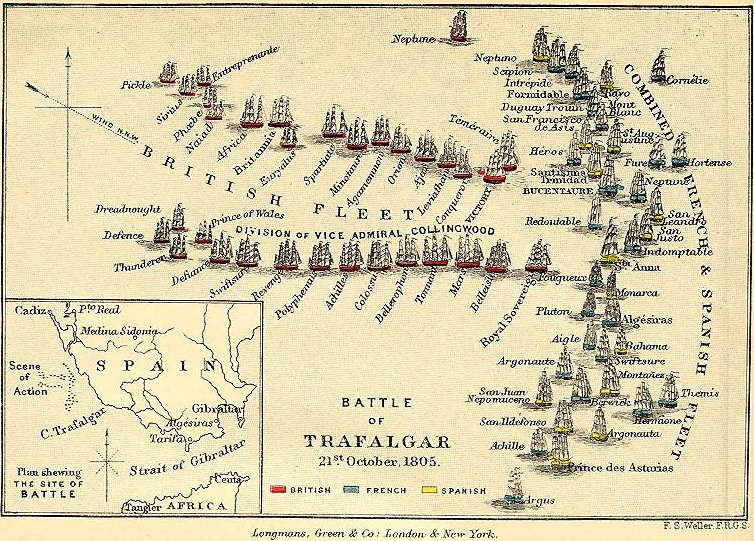
1805: Schlacht von Trafalgar

- 1805: Mit dem Sieg über Napoleon Bonapartes Flotte in der Schlacht von Trafalgar während des Dritten Koalitionskrieges sichert Vizeadmiral Horatio Nelson, der in der Schlacht fällt, die britische Seeherrschaft.
- 1850: Die Staaten des Deutschen Bundes vereinbaren in der Dresdner Konvention die Einführung der Passkarte und damit die Abschaffung der Visumpflicht im innerdeutschen Reiseverkehr.
- 1854: Florence Nightingale reist mit 38 Krankenschwestern nach Scutari (heute Üsküdar in der Provinz Istanbul, Türkei), um die Soldaten des Krimkrieges zu betreuen.

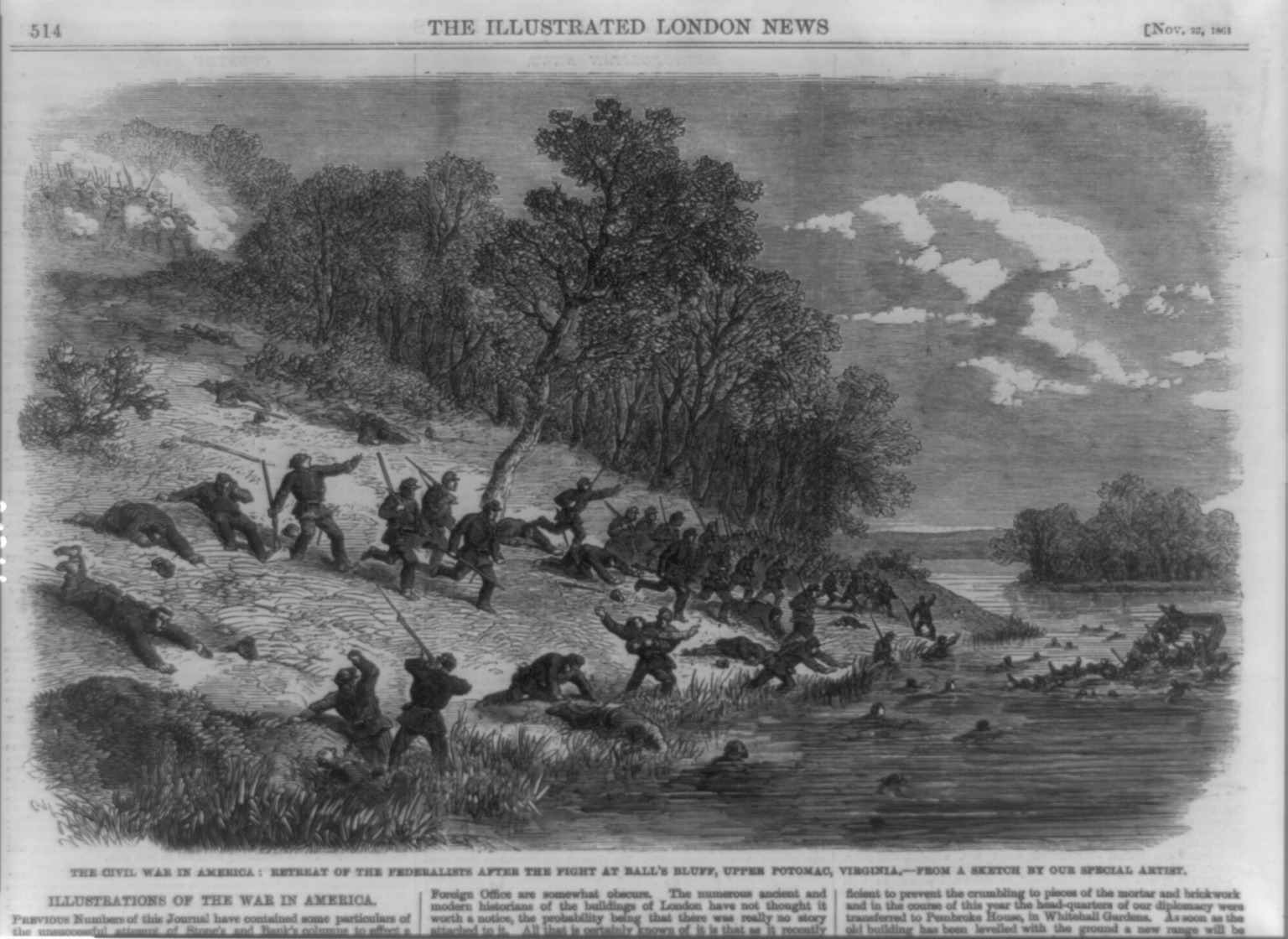
1861: Flucht der Unionssoldaten durch den Potomac

- 1861: Im Gefecht bei Balls Bluff während des Amerikanischen Bürgerkriegs besiegen die Südstaaten die Nordstaaten.
- 1872: Der von Großbritannien und den USA als Schiedsrichter angerufene Deutsche Kaiser Wilhelm I. entscheidet, dass die zwischen dem Washington-Territorium und British Columbia liegenden San Juan Islands den Vereinigten Staaten zugesprochen werden und beendet damit den seit zwölf Jahren schwelenden Schweinekonflikt.

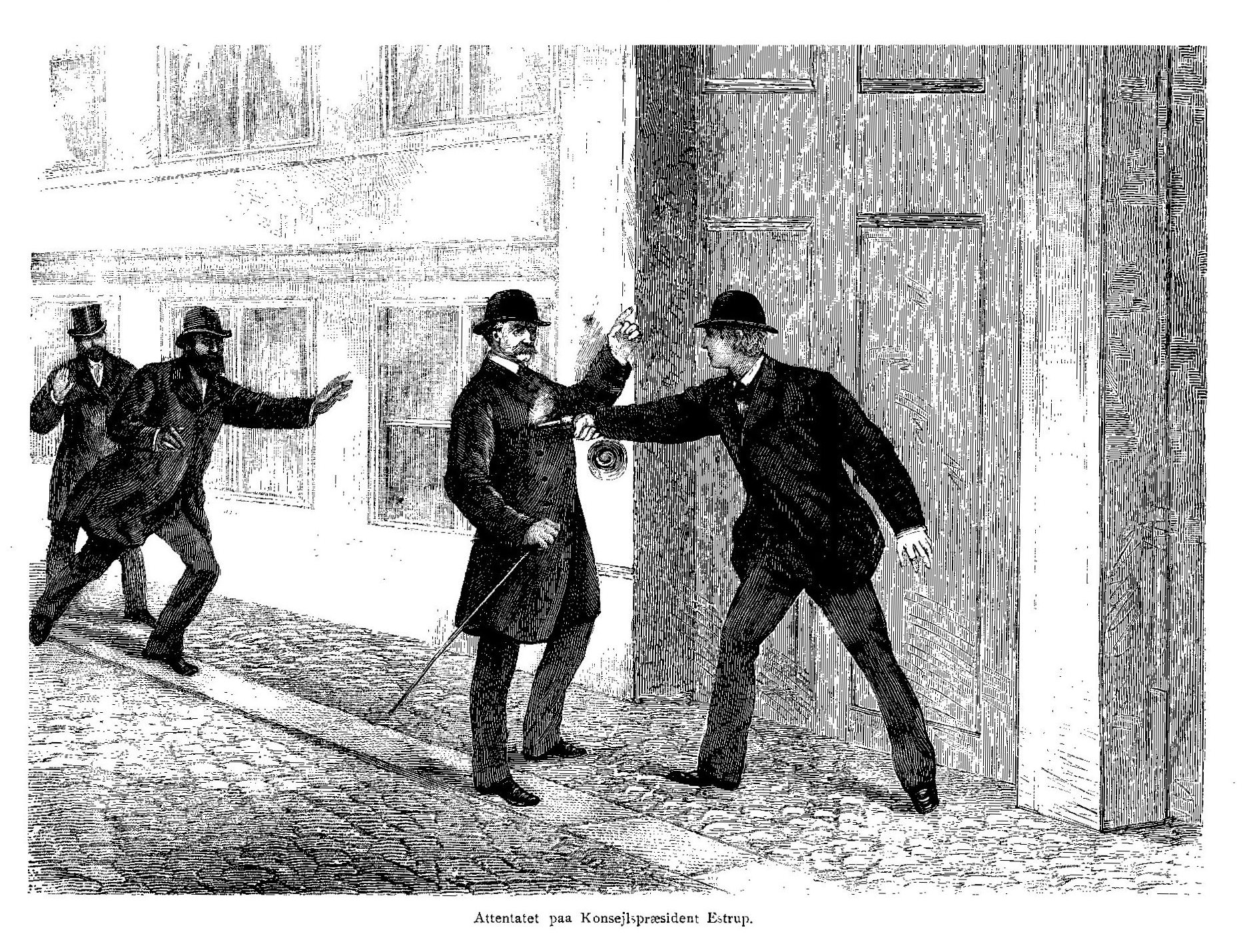
1885: Attentat auf den Politiker Estrup

- 1885: In Kopenhagen scheitert ein mit einer Pistole durchgeführtes Attentat auf den dänischen Premierminister Jacob Brønnum Scavenius Estrup. Die erste von Julius Rasmussen abgefeuerte Kugel prallt an einem Knopf ab, der zweite Schuss verfehlt den Politiker.
- 1888: Die Sozialdemokratische Partei der Schweiz wird gegründet.
- 1895: Japan zerschlägt die Republik Formosa und macht sie zu einer Japanischen Kolonie.
- 1899: Die Briten besiegen die Buren während des Zweiten Burenkrieges in der Schlacht von Elandslaagte.

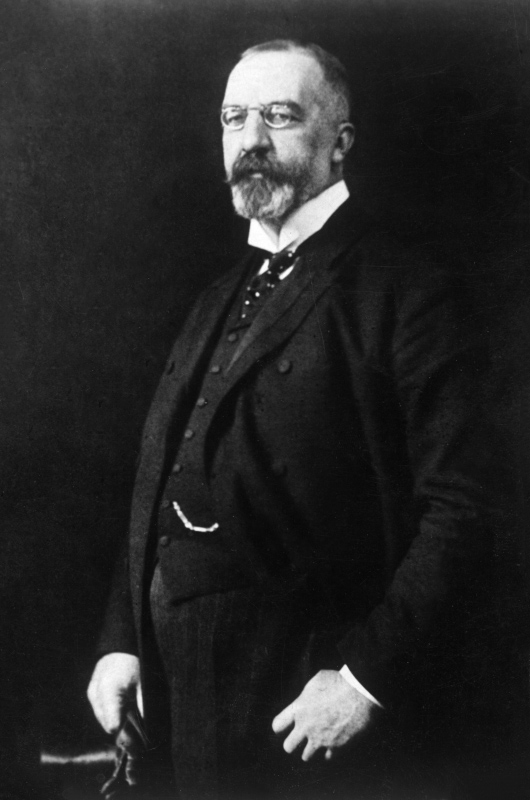
1916: Karl Graf von Stürgkh

- 1916: Der österreichische Ministerpräsident Karl Graf von Stürgkh wird von Friedrich Adler ermordet.
- 1918: Im Niederösterreichischen Landhaus in der Wiener Herrengasse treten die deutschsprachigen Mitglieder des Abgeordnetenhauses erstmals als Provisorische Nationalversammlung für Deutschösterreich zusammen.
- 1918: Das Deutsche Reich stellt im Ersten Weltkrieg den Uneingeschränkten U-Boot-Krieg ein.
- 1919: Die Republik Deutschösterreich wird in Republik Österreich umbenannt.
- 1921: Karl I., ehemaliger Kaiser von Österreich, versucht zum zweiten Mal auf den ungarischen Thron zurückzukehren.
- 1923: Separatisten rufen in Aachen die Rheinische Republik aus.
- 1923: Bei der Nationalratswahl in Österreich erhält die Christlichsoziale Partei die Mehrheit. Ignaz Seipel bleibt Bundeskanzler.
- 1928: Weimarer Republik: Alfred Hugenberg wird Vorsitzender der DNVP.
- 1935: Der deutsche Austritt aus dem Völkerbund wird rechtswirksam.
- 1937: Nach der Besetzung der Stadt Gijón im Spanischen Bürgerkrieg ist die gesamte spanische Nordküste unter Kontrolle der nationalistischen Truppen General Francos.
- 1938: Japanische Truppen erobern im Zweiten Japanisch-Chinesischen Krieg die südchinesische Stadt Kanton.
- 1939: Das Deutsche Reich und Italien schließen das Hitler-Mussolini-Abkommen zur Umsiedelung der deutschen und ladinischen Minderheit in Südtirol ins Deutsche Reich.
- 1941: Die deutsche Wehrmacht verübt als Vergeltung für einen Partisanenangriff im Zweiten Weltkrieg ein Massaker an der Zivilbevölkerung von Kragujevac.

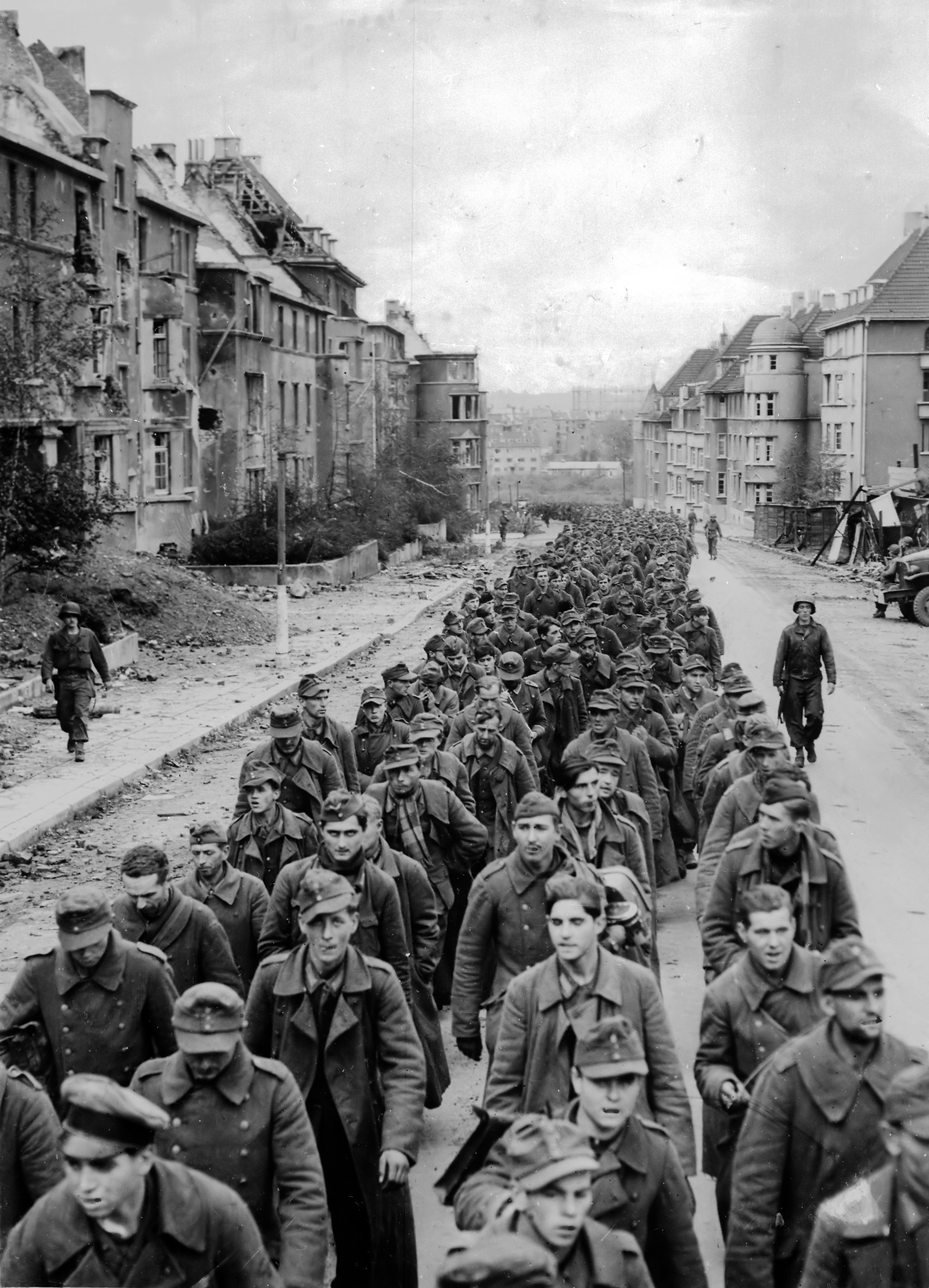
1944: Zug deutscher Kriegsgefangener durch die Ruinen der Stadt Aachen

- 1944: Nach dreiwöchiger Schlacht erobern die Alliierten im Zweiten Weltkrieg die Stadt Aachen als erste deutsche Großstadt.
- 1944: Sowjetische Soldaten verüben im Zweiten Weltkrieg in dem ostpreußischen Dorf Nemmersdorf ein Massaker an der Zivilbevölkerung. Dies ist der erste gewalttätige Übergriff auf deutsche Einwohner durch Mitglieder der Roten Armee bei ihrem Einmarsch in das damalige Reichsgebiet.
- 1945: In Frankreich wird das Frauenwahlrecht eingeführt.
- 1948: Die UNO lehnt den sowjetischen Antrag auf Zerstörung aller Atomwaffen ab.
- 1951: In Delhi wird die Bharatiya Jana Sangh („Jan Sangh“), die Vorläuferin der späteren Regierungspartei Bharatiya Janata Party (BJP) gegründet.
- 1956: Władysław Gomułka wird zum Vorsitzenden der Polnischen Vereinigten Arbeiterpartei gewählt und übernimmt die Macht in Polen.
- 1969: Willy Brandt wird zum Bundeskanzler in Westdeutschland gewählt. Die erste sozialliberale Bundesregierung nimmt ihre Arbeit auf.
- 1971: Der Staat Kongo wird in Zaire umbenannt.
- 1974: Präsident Siad Barre räumt Probleme durch Dürre und Hungersnot im Nordosten Somalias ein.
- 1976: Die UN-Vollversammlung wählt die Bundesrepublik Deutschland für zwei Jahre in den Sicherheitsrat.
- 1984: Im Bundesland Vorarlberg ziehen die Grünen erstmals in ein österreichisches Parlament ein.

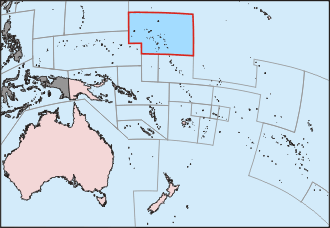
1986: Marshallinseln

- 1986: Die Marshallinseln in Mikronesien werden von den USA unabhängig.
- 1993: Die Ermordung des Staatspräsidenten Melchior Ndadaye bei einem Putschversuch löst einen Bürgerkrieg in Burundi aus.
- 2004: In den Zeitungen sorgt die doppeldeutige Schlagzeile Fidel Castro gestürzt! für Aufsehen: Der Staatspräsident zieht sich mehrere Knochenbrüche zu, als er nach einem öffentlichen Auftritt eine Treppe hinabstürzt.
- 2010: In Myanmar wird eine neue Flagge eingeführt.
- 2012: Der Grünen-Politiker Fritz Kuhn wird zum Oberbürgermeister Stuttgarts gewählt.

### Wirtschaft
- 1824: Der Brite Joseph Aspdin erhält ein Patent auf Portlandzement.
- 1907: Die New Yorker National Bank of Commerce nimmt keine weiteren Wechsel der Bank Knickerbocker Trust Company mehr an. Einlagenrückforderungen deren verunsicherter Anleger lassen die Bank illiquid werden. Die ausbrechende Panik von 1907 zieht weitere Kreise.
- 2002: In Mexiko beginnt die Gipfelversammlung der Asia-Pacific Economic Cooperation APEC.
- 2011: Eröffnung der neuen Landebahn 07L/25R am Flughafen Frankfurt

### Wissenschaft und Technik
- 1638: Die Kirche in Widecombe-in-the-Moor wird nachmittags während des Gottesdienstes von einem Kugelblitz zerstört. Vier Menschen sterben und 60 werden verletzt. Das ungewöhnliche Wetterereignis führt zu einer dokumentierten Darstellung eines Kugelblitzes.
- 1803: Der britische Naturforscher John Dalton reicht der Manchester Literary and Philosophical Society ein Statement ein, in dem sich die erste Tabelle mit relativen Atomgewichten findet.
- 1879: Thomas Alva Edisons erste markttaugliche Glühlampe besteht einen Dauertest von über 40 Stunden im Menlo-Park-Labor von New Jersey.

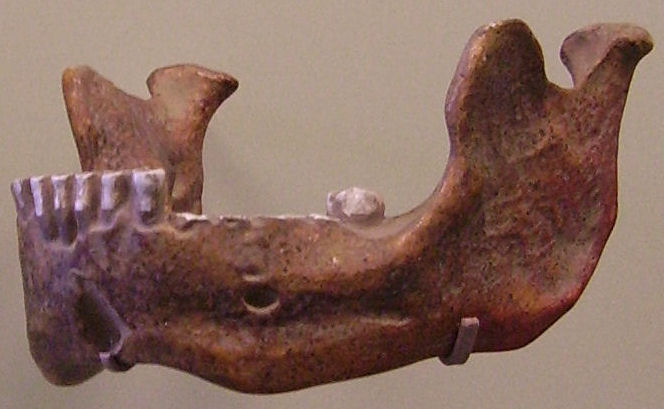
1907: Unterkiefer von Mauer

- 1907: Der Tagelöhner Daniel Hartmann findet in der Nähe von Heidelberg den Unterkiefer von Mauer, das Typusexemplar des Homo heidelbergensis. Es ist das bislang älteste Fossil der Gattung Homo, das in Deutschland geborgen worden ist.
- 1923: Das Deutsche Museum stellt in München das weltweit erste Projektionsplanetarium vor, das Walther Bauersfeld mit der Jenaer Firma Zeiss entwickelt hat.

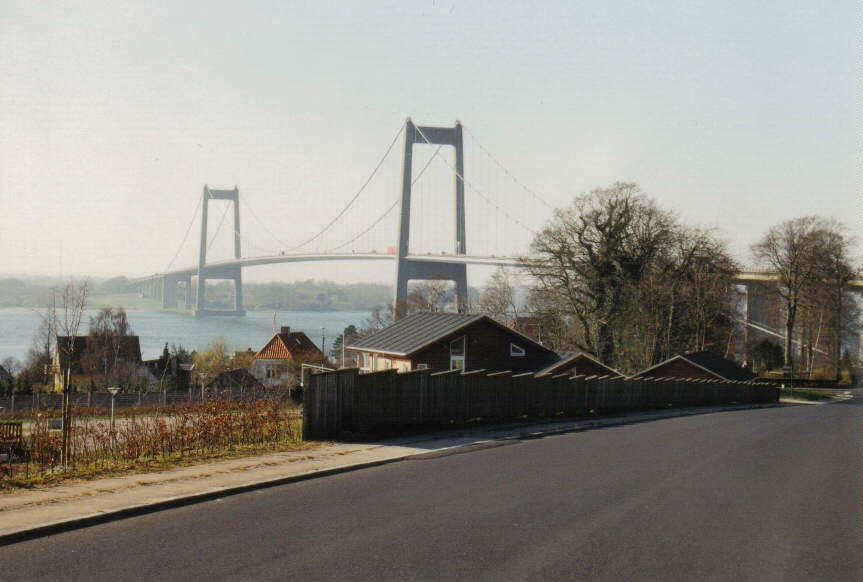
1970: Ny Lillebæltsbro

- 1970: Die Ny Lillebæltsbro, die Autobahnbrücke über den kleinen Belt in Dänemark, wird nach fünfjähriger Bauzeit für den Verkehr freigegeben.
- 1981: Mit der Unterzeichnung der Dreiländer-Vereinbarung durch die drei Landeshauptleute von Kärnten, Salzburg und Tirol in Heiligenblut werden die Hohen Tauern zum ersten österreichischen Nationalpark erklärt.
- 1997: Ein neues Modell der Mercedes-Benz A-Klasse kippt beim „Elchtest“ in Schweden um. Als Konsequenz baute Daimler-Benz serienmäßig das Elektronische Stabilitätsprogramm (ESP) ein – damals ein Novum außerhalb der Luxusklasse.

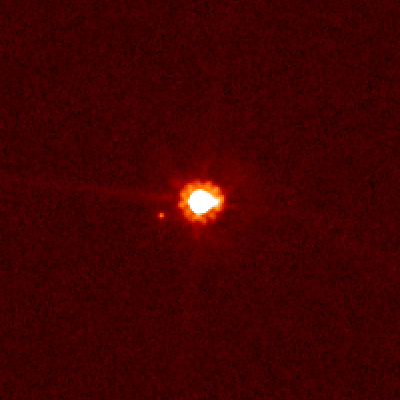
2003: Eris (mit Mond Dysnomia)

- 2003: Das Mount Palomar-Observatorium fertigt Aufnahmen des Kuipergürtels an, auf denen im Juli 2005 von Michael E. Brown, Chad Trujillo und David Lincoln Rabinowitz der Zwergplanet Eris entdeckt wird.

### Kultur
- 1680: Die Comédie-Française entsteht durch ein Dekret von König Ludwig XIV., das den Zusammenschluss der beiden Pariser Schauspieltruppen des Hôtel de Bourgogne und des Théâtre de Guénégaud regelt.
- 1727: Die Uraufführung der Oper Teuzzone von Attilio Ariosti findet am King’s Theatre in London statt.

1858: Plakat zur Uraufführung

- 1858: Am Théâtre des Bouffes-Parisiens in Paris erfolgt die Uraufführung der Operette Orpheus in der Unterwelt von Jacques Offenbach. Offenbachs erstes abendfüllendes Werk mit einem Libretto von Hector Crémieux wird ein sensationeller Erfolg.
- 1891: Die Uraufführung der tragischen Oper Vendetta von Alexander von Fielitz findet in Lübeck statt.
- 1892: Auf dem mittleren Turm des Wiener Rathauses wird der Rathausmann aufgesetzt, eine 1,8 Tonnen schwere Ritterfigur.
- 1896: Am Théâtre de la Gaîté in Paris wird die Opéra-comique La poupée von Edmond Audran uraufgeführt.
- 1919: Die Uraufführung der Oper Fennimore und Gerda von Frederick Delius findet an der Oper Frankfurt in Frankfurt am Main statt.
- 1925: Der Maler Paul Klee zeigt in Paris erstmals einige seiner Werke.
- 1951: Gottfried Benn erhält den Georg-Büchner-Preis.

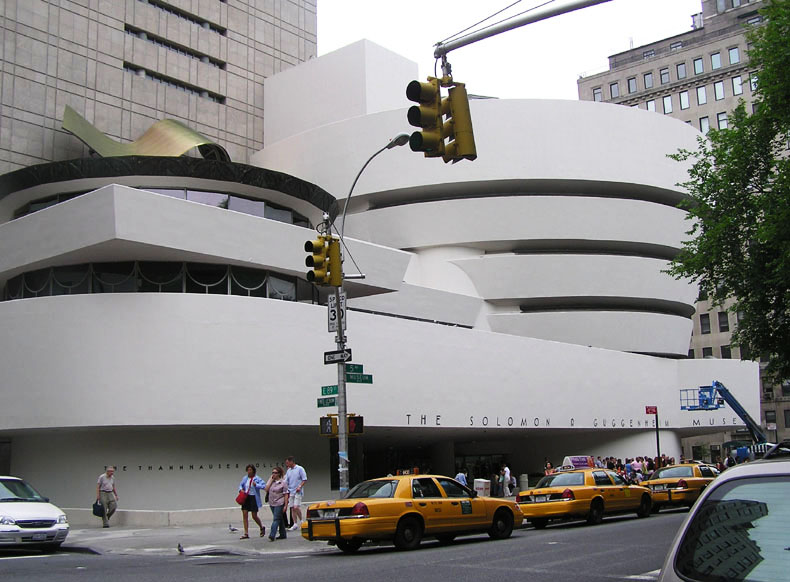
1959: Das Guggenheim Museum New York

- 1959: Das Guggenheim Museum in New York, das der Architekt Frank Lloyd Wright entworfen hat, wird eröffnet.
- 1964: My Fair Lady mit Audrey Hepburn kommt in deutsche Kinos.
- 1992: Der veröffentlichte Bildband SEX der Künstlerin Madonna löst den beabsichtigten Skandal aus, was die Verkaufszahlen antreibt. Eines der erfolgreichsten Coffee Table Books ist geboren.

### Religion
- 0686: Der Priester Konon wird als Nachfolger von Johannes V. zum Papst gewählt.
- 1187: Alberto di Morra wird in Ferrara zum Papst Gregor VIII. gewählt.
- 1526: Johann Feige eröffnet die Homberger Synode. Sie soll die Frage klären, ob in der Landgrafschaft Hessen der protestantische Glaube eingeführt wird.
- 2012: Papst Benedikt XVI. spricht im Rahmen einer feierlichen Zeremonie auf dem Petersplatz in Rom unter anderem die Deutsche Anna Schäffer, die deutschstämmige Nonne Marianne Cope sowie die Nordamerikanerin Kateri Tekakwitha heilig.

### Katastrophen
- 1907: Ein Erdbeben der Stärke 8,1 fordert in Zentralasien ca. 12.000 Tote.
- 1930: Durch eine Schlagwetterexplosion kommt es in der Gruppe Anna in Alsdorf zum schwersten Grubenunglück in der Bergbaugeschichte des Aachener Reviers. Das Unglück fordert 299 Todesopfer, über 300 Bergleute werden verletzt.
- 1962: Beim Untergang des norwegischen Postschiffes Sanct Svithun sterben 41 Menschen. Es handelt sich um das schwerste Unglück auf der norwegischen Postschiffsroute Hurtigruten zu Friedenszeiten.
- 1966: Bei der Katastrophe von Aberfan südlich von Merthyr Tydfil in Südwales werden 144 Menschen getötet, die meisten von ihnen sind Schulkinder.

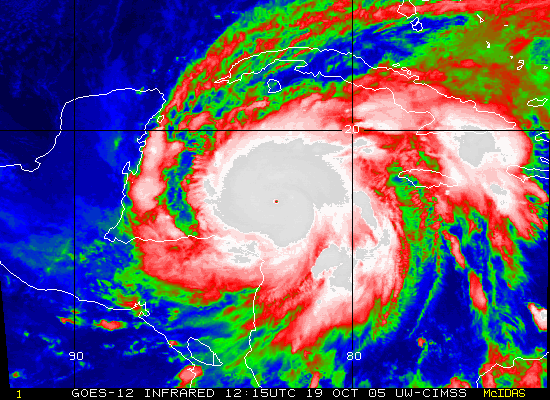
2005: Hurricane Wilma vor Yucatán

- 2005: Hurrikan Wilma wütet über der mexikanischen Halbinsel Yucatán.

Kleinere Unglücksfälle sind in den Unterartikeln von Katastrophe und in der Liste von Katastrophen aufgeführt.

### Sport
- 1973: Gründung des Leichtathletik-Verbandes Nordrhein (LVN).
- 2007: In der Formel-1-Saison gewinnt der Finne Kimi Räikkönen das letzte Rennen um den Großen Preis von Brasilien und wird damit Formel-1-Weltmeister.
- 2012: Der kanadische Rennfahrer Bruno Spengler (BMW) gewinnt im letzten Rennen auf dem Hockenheimring den DTM-Titel.

Einträge von Leichtathletik-Weltrekorden befinden sich unter der jeweiligen Disziplin unter Leichtathletik.

## Geboren

### Vor dem 18. Jahrhundert

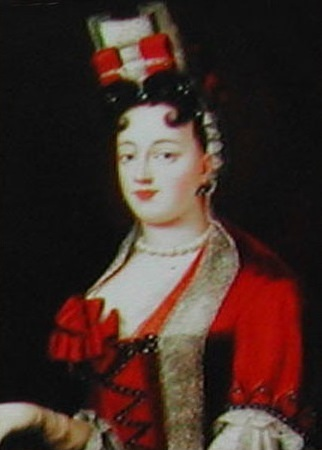
Christine Charlotte von Württemberg (* 1645)

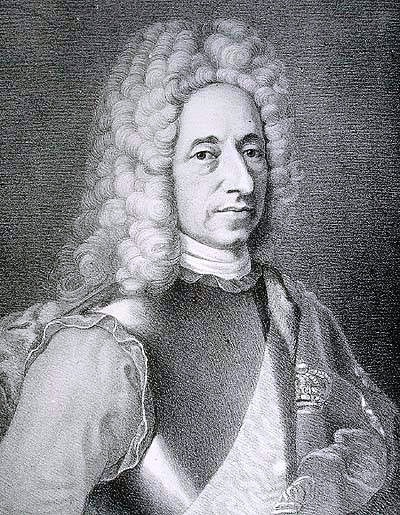
Friedrich IV. (* 1671)

- 1449: George Plantagenet, 1. Duke of Clarence, englischer Adeliger
- 1467: Giovanni di Pierfrancesco de’ Medici, Angehöriger der jüngeren Linie der Medici
- 1513: Adrian Albinus, deutscher Rechtswissenschaftler
- 1527: Louis I. de Lorraine-Guise, Kardinal der römisch-katholischen Kirche
- 1581: Domenichino, italienischer Maler
- 1586: Johann König, deutscher Maler
- 1587: Petrus Wittfeld, deutscher Theologe, Katechetiker und Kirchenrechtler
- 1616 oder 1619: Camillo Astalli, italienischer Kardinal
- 1638: Johann Samuel Adami, Theologe, Schriftsteller und Sprachforscher
- 1645: Christine Charlotte von Württemberg, Regentin des Fürstentums Ostfriesland
- 1650: Jean Bart, Korsar aus Dünkirchen in den Diensten des französischen Königs Ludwig des XIV.
- 1657: Johann Adam Brandenstein, deutscher Orgelbauer
- 1671: Friedrich IV., König von Dänemark und Norwegen
- 1672: Pylyp Orlyk, Führer der Saporoscher Kosaken
- 1675: Higashiyama, 113. Tennō von Japan
- 1696: James Fitz-James Stuart, 2. Duke of Berwick, jakobitischer und spanischer Adliger

### 18. Jahrhundert
- 1702: Friedrich Benedict Carpzov II., deutscher Jurist und Rechtswissenschaftler
- 1717: Esther Grünbeck, deutsche Dichterin
- 1725: Franz Moritz von Lacy, österreichischer Feldherr
- 1726: Bengt Andersson Qvist, schwedischer Mineraloge, Bergbau- und Hüttenexperte und Chemiker
- 1737: Marie-Louise O’Murphy, französische Kurtisane und Mätresse Ludwigs XV.
- 1738: Georg Marcus Stein, deutscher Orgelbauer
- 1740: Robert Abercromby, britischer General
- 1748: Johann Michael Afsprung, badischer Lehrer und Publizist
- 1751: Johann Andreas Goll, deutscher Orgelbauer
- 1757: Charles Pierre François Augereau, Marschall von Frankreich
- 1760: Heinrich Gotthelf Schaufuß, Porzellanmaler der Meißner Manufaktur
- 1761: Louis Albert Guislain Bacler d’Albe, französischer Militärtopograph und Landschaftsmaler
- 1762: George Colman der Jüngere, englischer Schriftsteller
- 1762: Herman Willem Daendels, niederländischer General und Generalgouverneur von Niederländisch-Indien
- 1762: Georg Anton Christoph Scheffler, deutscher Pädagoge und Philologe
- 1764: Carl von Alten, deutscher General

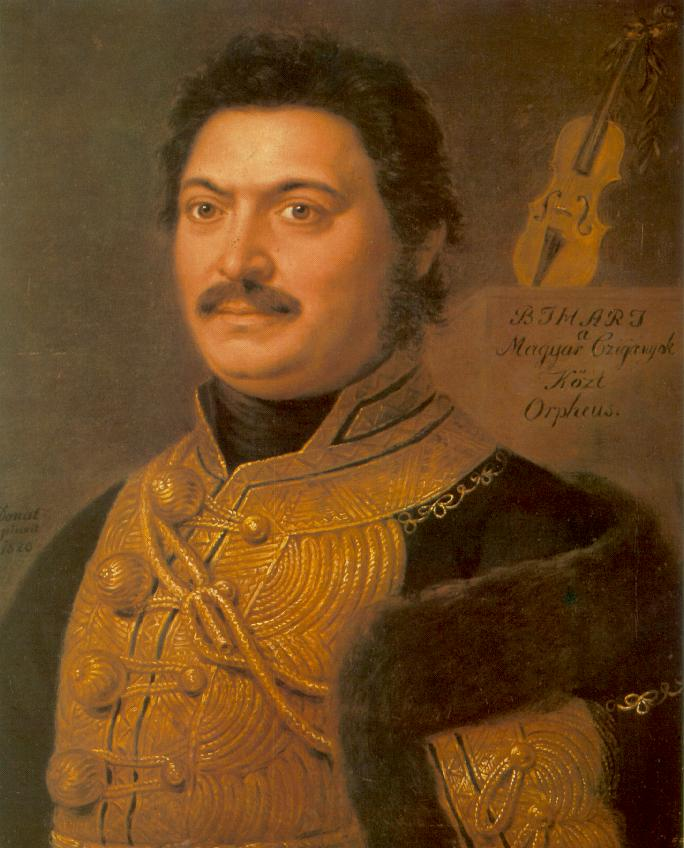
János Bihari (* 1764)

- 1764: János Bihari, ungarischer Komponist und Violinist („Zigeunergeiger“)
- 1771: Alexandre-Étienne Choron, französischer Musikwissenschaftler und -pädagoge
- 1772: Samuel T. Coleridge, englischer Dichter
- 1786: Carl Traugott Kreyßig, deutscher Jurist
- 1786: Henry Lemoine, französischer Musikverleger und Musikpädagoge
- 1790: Alphonse de Lamartine, französischer Dichter

### 19. Jahrhundert

#### 1801–1850
- 1802: Gerd Sieben Janssen, deutscher Orgelbauer
- 1807: Napoléon-Henri Reber, französischer Komponist
- 1808: Eberhard Emminger, deutscher Lithograph und Landschaftsmaler
- 1808: Doris Esselbach, deutsche Gastronomin
- 1812: David Hartley Armstrong, US-amerikanischer Politiker, Senator
- 1813ː Josephine von Baden, badische Prinzessin, Fürstin von Hohenzollern-Sigmaringen
- 1817: Wilhelm Roscher, deutscher Ökonom, Begründer der Älteren Historischen Schule der Ökonomie
- 1819: Georg Friedrich Steinmeyer, deutscher Orgelbauer
- 1820: Zsigmond Kovács, ungarischer römisch-katholischer Geistlicher, Bischof von Pécs und Veszprém
- 1823: Emilio Arrieta, spanischer Komponist
- 1826ː Sophie Förster, preußische Opern-, Konzert- und Bühnensängerin

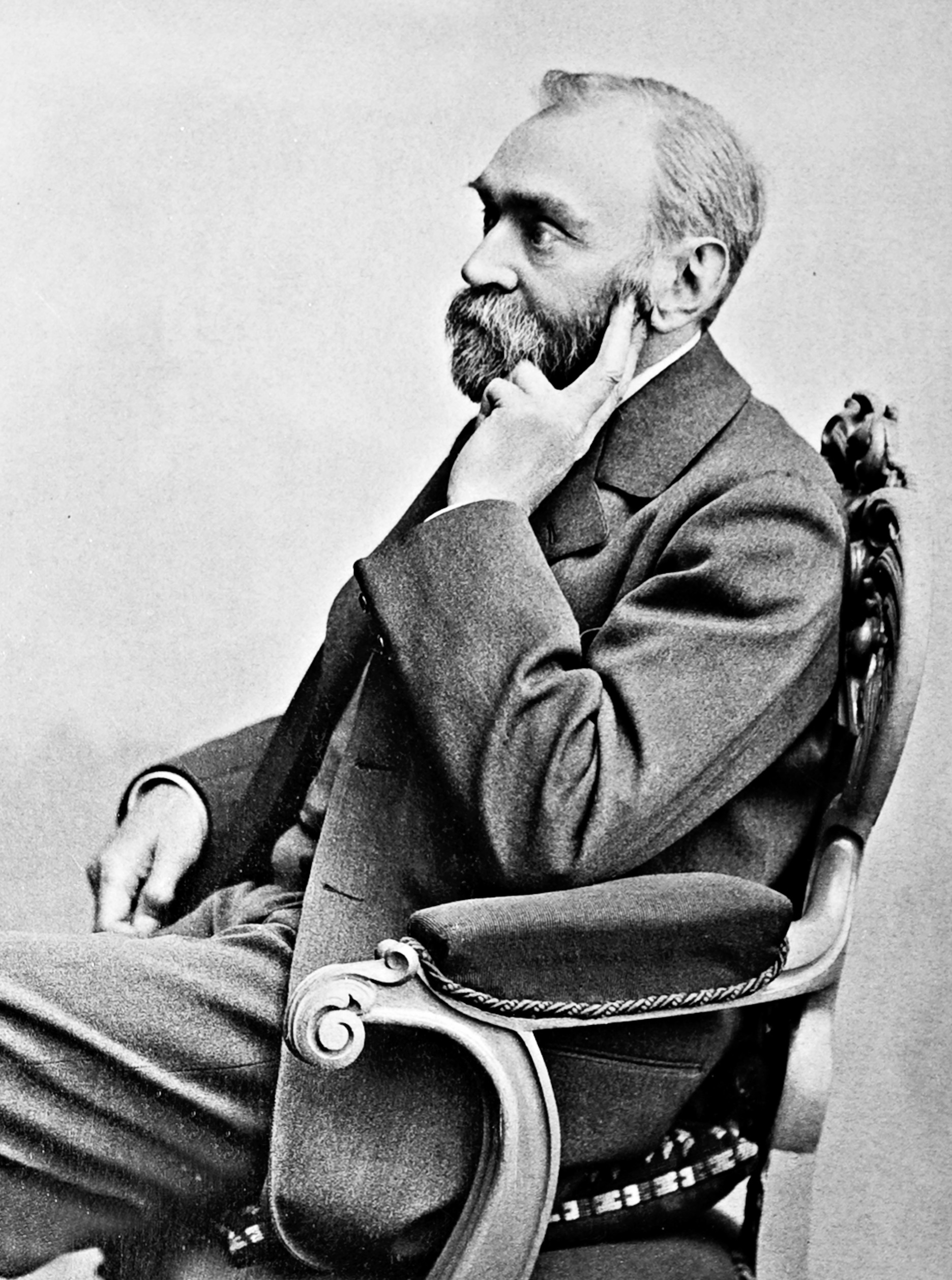
Alfred Nobel (* 1833)

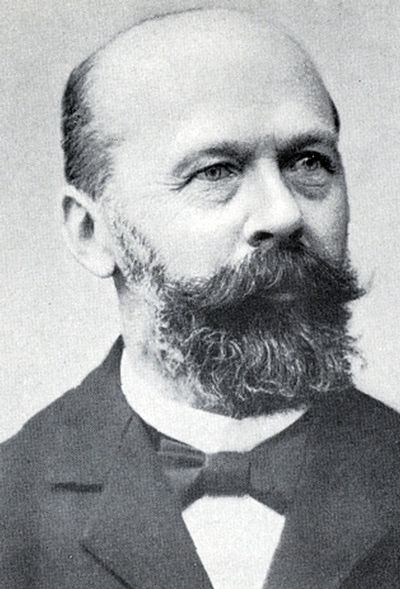
Hermann Müller (* 1850)

- 1831: Hermann Hellriegel, deutscher Agrikulturchemiker
- 1832: Gustav Langenscheidt, deutscher Verleger
- 1832: Valdemar Tofte, dänischer Geiger und Musikpädagoge
- 1833: Alfred Nobel, schwedischer Erfinder und Industrieller
- 1836: Adolf Schwarz, österreich-ungarischer Schachmeister
- 1837: James Addams Beaver, US-amerikanischer Militär und Politiker, Gouverneur von Pennsylvania
- 1837: Cäcilie von Brockdorff, deutsche Malerin und Herausgeberin
- 1839: Georg von Siemens, deutscher Bankier
- 1843: Lucie Bacmeister, deutsche Schriftstellerin und Malerin
- 1845: Marshall Arnold, US-amerikanischer Politiker, Mitglied des Repräsentantenhauses
- 1845: Andreas Franz Frühwirth, österreichischer Ordensgeistlicher, Kurienkardinal
- 1847: Edvard Brandes, dänischer Kulturpolitiker und Schriftsteller
- 1849: Gustav Adolf Arndt, deutscher Jurist und Hochschullehrer
- 1850: Leonard Lyell, 1. Baron Lyell, schottischer Politiker
- 1850: Hermann Müller, Schweizer Pflanzenphysiologe, Botaniker, Önologe und Rebzüchter

#### 1851–1900
- 1853: Werner Körte, deutscher Chirurg
- 1853: Karla Máchová, böhmische Politikerin
- 1857: Alfons Auer, deutscher Politiker
- 1858: Eugenie von Soden, deutsche Schriftstellerin und Vertreterin der bürgerlichen Frauenrechtsbewegung
- 1864: Gustav von Arthaber, österreichischer Paläontologe und Trias-Stratigraph
- 1866: Karl Karafiat, böhmischer Geistlicher, Denkmalpfleger und Heimatforscher
- 1869: Stina Berg, schwedische Schauspielerin
- 1874: Albert Aftalion, französischer Wirtschaftswissenschaftler und Konjunkturtheoretiker
- 1874: Richard Benz, deutscher Industrieller und Automobilrennfahrer
- 1874: Henri Guisan, Schweizer General, Oberbefehlshaber der Schweizer Armee
- 1877: Oswald Avery, kanadischer Mediziner
- 1877ː Pauline Maier, deutsche Krankenschwester, Opfer des Holocaust
- 1882: Hermann Mutschmann, deutscher Altphilologe
- 1883: Fritz Knoll, österreichischer Botaniker, Rektor der Universität Wien

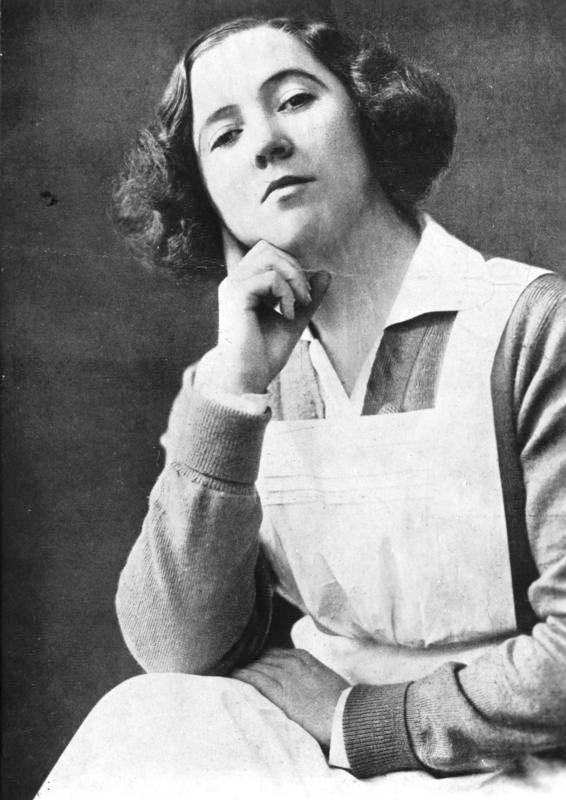
Claire Waldoff (* 1884)

- 1884: Claire Waldoff, deutsche Chansonsängerin und Kabarettistin
- 1885: Egon Wellesz, österreichisch-britischer Komponist und Musikwissenschaftler
- 1886: Eugene Burton Ely, US-amerikanischer Flugpionier
- 1886: Karl Polanyi, ungarischer Ökonom und Wirtschaftshistoriker
- 1887: Fritz Rieter-Wieland, Schweizer Offizier und Herausgeber
- 1889: Albert Krushel, US-amerikanischer Radrennfahrer
- 1892: Alf Ahlberg, schwedischer Schriftsteller, Humanist und Philosoph
- 1892: Lydia Lopokova, russische Balletttänzerin
- 1892: Otto Nerz, deutscher Fußballspieler und -trainer, erster Reichstrainer des DFB
- 1893ː Gina Kaus, österreichische Schriftstellerin, Übersetzerin und Drehbuchautorin
- 1894: Klemens Brosch, österreichischer Grafiker
- 1895: Louis Delvaux, belgischer Jurist, Journalist und Politiker, Minister
- 1895: Shukichi Mitsukuri, japanischer Komponist
- 1895: Edna Purviance, US-amerikanische Schauspielerin
- 1897: Georg von Hengl, deutscher General
- 1897: Lina Prokofjew, spanisch-russische Sängerin, erste Ehefrau von Sergei Prokofjew
- 1898: Amadeus, Graf von Savoyen, Herzog von Apulien und Aosta, Gouverneur und Vizekönig von Italienisch-Ostafrika
- 1898: Heinrich Walter, Schweizer Geobotaniker und Öko-Physiologe
- 1899: Pjotr Borissowitsch Rjasanow, russischer Komponist, Musikwissenschaftler und Hochschullehrer

### 20. Jahrhundert

#### 1901–1925

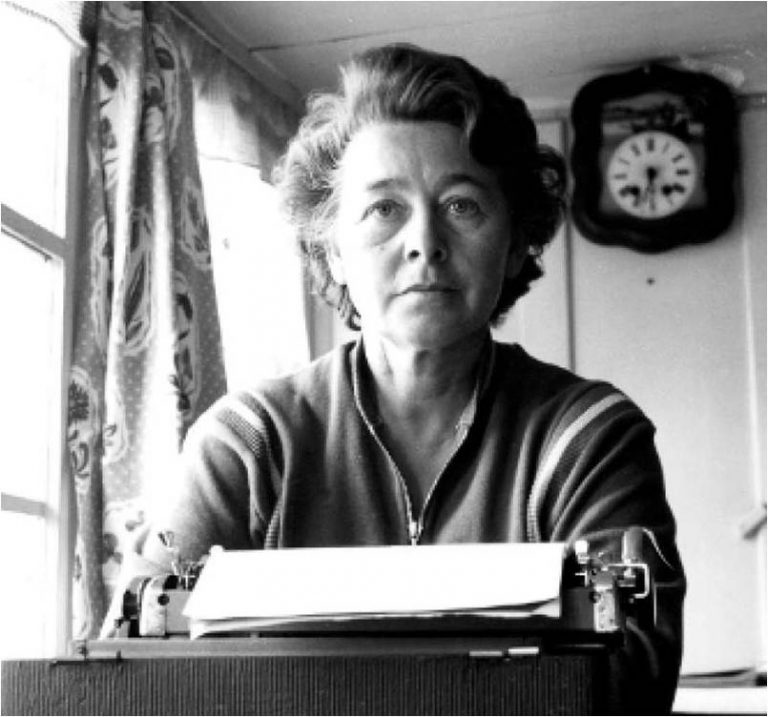
Margarete Buber-Neumann (* 1901)

- 1901: Margarete Buber-Neumann, deutsche Gulag- und Konzentrationslager-Gefangene, Publizistin und Schriftstellerin
- 1901: John Strachey, britischer Politiker und sozialistischer Ideologe
- 1902: Kurt Scharf, deutscher Theologe
- 1904: Heinz Ludwig Ansbacher, deutsch-US-amerikanischer Psychologe
- 1905: Philippe Henri Menoud, Schweizer evangelischer Geistlicher und Hochschullehrer
- 1905: Arnold Verhoeven, deutscher Politiker, MdB
- 1906: Petras Aleksandravičius, litauischer Bildhauer
- 1906: Lillian Gertrud Asplund, drittletzte Überlebende des Untergangs der Titanic
- 1906: Varise Connor, US-amerikanischer Cajun-Musiker (Fiddlespieler)
- 1906: Tomojiro Ikenouchi, japanischer Komponist und Musikpädagoge
- 1907: August Sundermann, deutscher Mediziner, Rektor der Medizinischen Akademie Erfurt
- 1908: Howard Ferguson, irischer Komponist
- 1908: Jorge Oteiza, spanischer Bildhauer und Maler
- 1910: Panchito Riset, kubanischer Son- und Bolerosänger
- 1911: Mary Blair, US-amerikanische Künstlerin
- 1912: Walter Hamelehle, deutscher Motorradrennfahrer
- 1912: Alfredo Piàn, argentinischer Automobilrennfahrer
- 1912: Georg Solti, britisch-ungarischer Dirigent
- 1914: Martin Gardner, US-amerikanischer Wissenschaftsjournalist
- 1914: Johann Houschka, österreichischer Feldhandballspieler
- 1914: Ulrich Sommerlatte, deutscher Komponist, Arrangeur und Dirigent
- 1917: John Dizzy Gillespie, US-amerikanischer Musiker
- 1917: Heinz Oskar Vetter, deutscher Gewerkschafter und Vorsitzender des DGB
- 1918: Milton Himmelfarb, US-amerikanischer Schriftsteller
- 1921: Malcolm Arnold, britischer Komponist
- 1921: Jarmil Burghauser, tschechischer Komponist, Dirigent und Musikwissenschaftler
- 1921: Enrique Meneses, spanischer Fotograf und Journalist
- 1922: Per-Olof Åstrand, schwedischer Physiologe und Sportwissenschaftler
- 1922: Peter Demetz, US-amerikanischer Literaturwissenschaftler
- 1923: Eva Maria Bauer, deutsche Schauspielerin
- 1923: Aenne Franz, deutsche Mundartdichterin und Aktivistin
- 1923: Horst Herold, deutscher Jurist und Präsident des Bundeskriminalamtes
- 1924ː Joyce Randolph, US-amerikanische Bühnenschauspielerin
- 1925ː Marija Borowytschenko, ukrainische Sanitäterin
- 1925: Celia Cruz, kubanische Sängerin
- 1925ː Martha Ocwirk, österreichische Handballspielerin
- 1925: Isaiah Doctor Ross, US-amerikanischer Musiker
- 1925: Virginia Zeani, rumänische Opernsängerin

#### 1926–1950

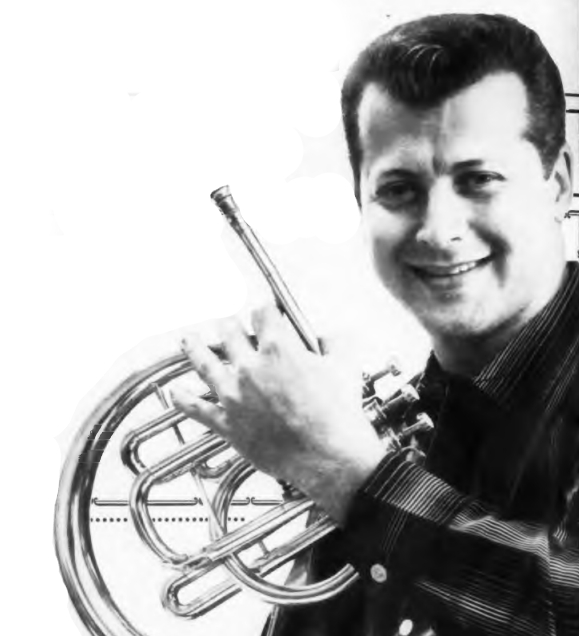
Don Elliott (* 1929)
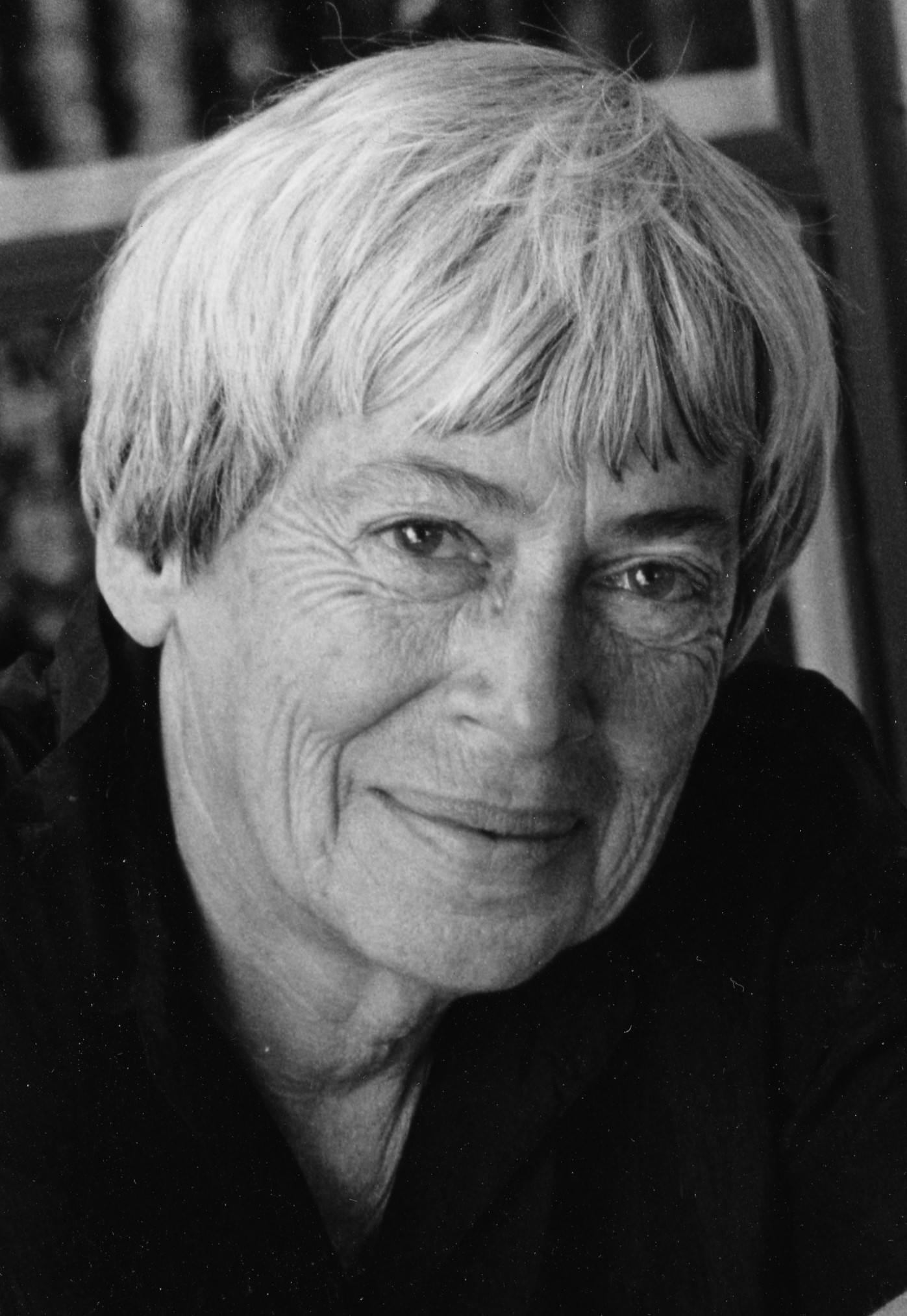
Ursula K. Le Guin (* 1929)
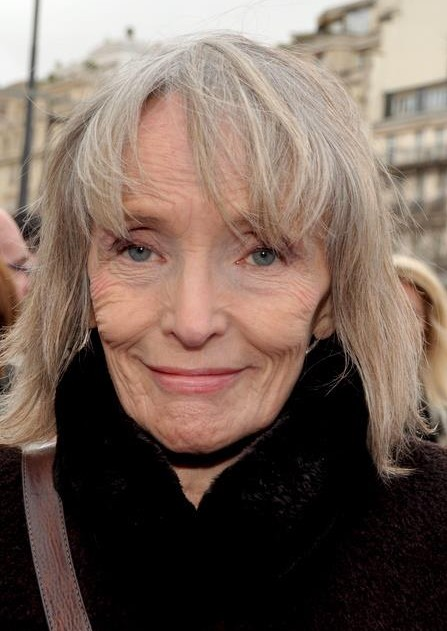
Édith Scob (* 1937)
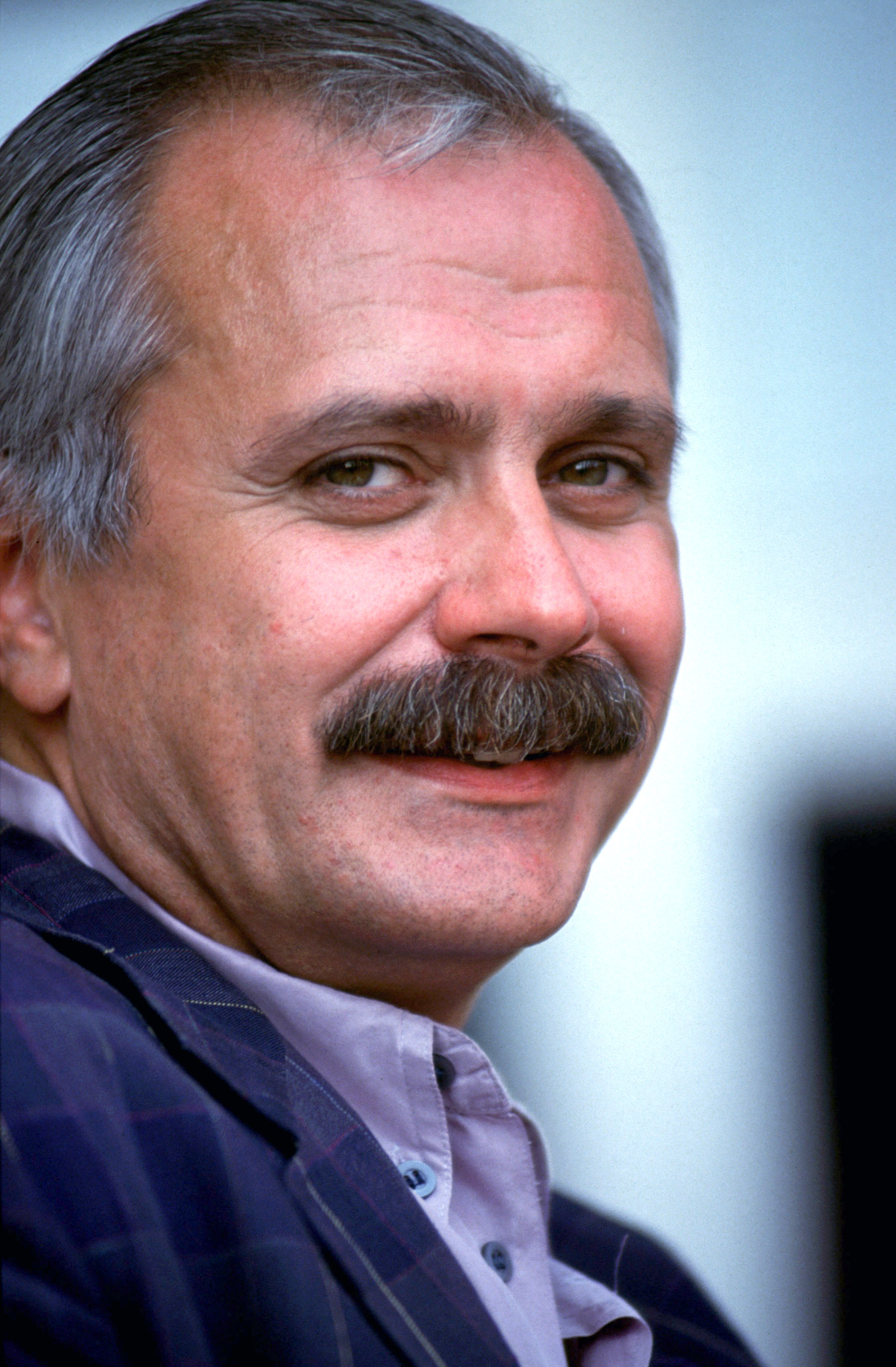
Nikita Michalkow (* 1945)
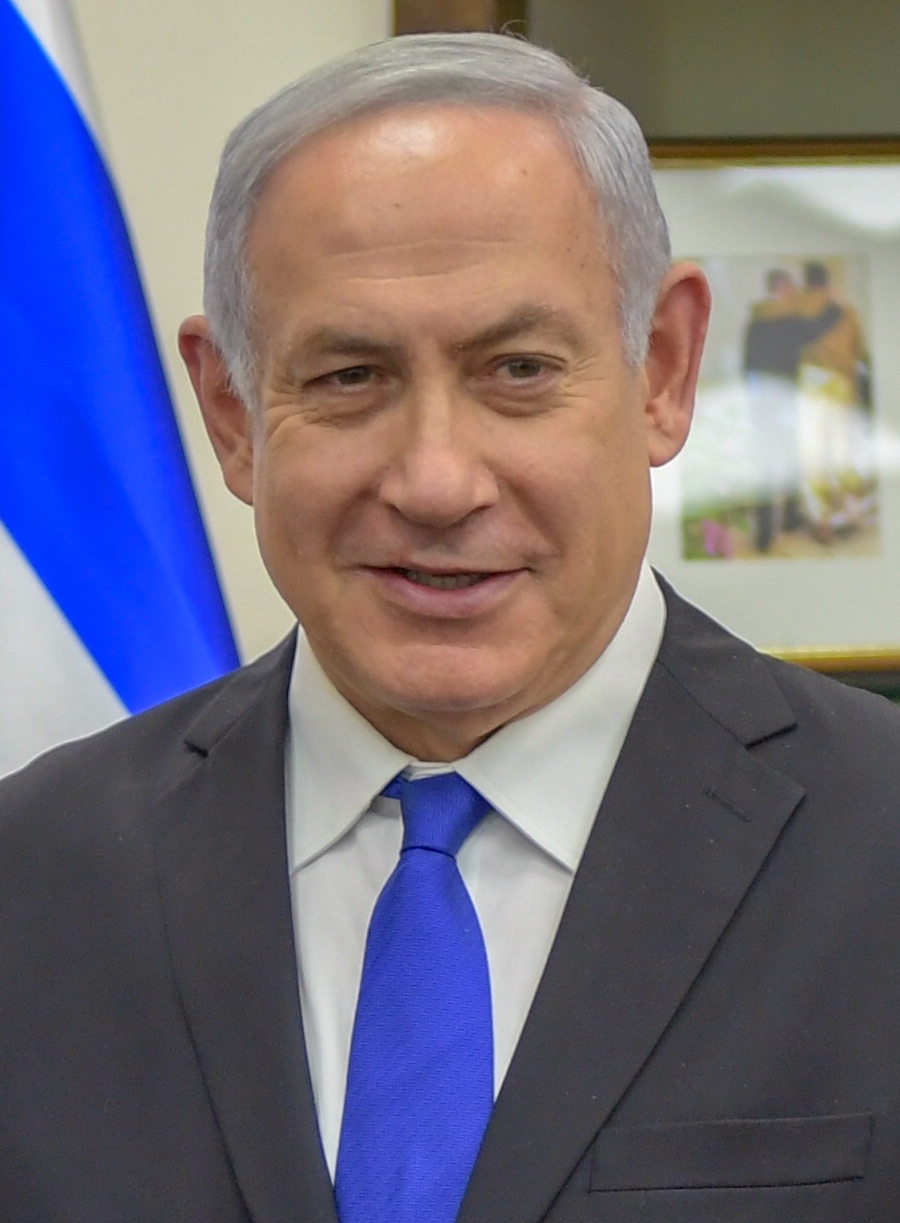
Benjamin Netanjahu (* 1949)

- 1926: Don Elliott, US-amerikanischer Jazzmusiker
- 1926: Eberhard Fechner, deutscher Regisseur
- 1926: Werner Holzer, deutscher Journalist und Publizist
- 1926: Leo Kirch, deutscher Medienmogul
- 1926: Hubert Luttenberger, deutscher Motorradrennfahrer
- 1926: Sylva Schüler, deutsche Schauspielerin und Moderatorin
- 1927: Howard Zieff, US-amerikanischer Regisseur
- 1928: Luna Alcalay, kroatisch-österreichische Komponistin und Pianistin
- 1928: Józef Kański, polnischer Musikkritiker
- 1928: Ardico Magnini, italienischer Fußballspieler
- 1928: Jef Penders, niederländischer Blasmusikkomponist und Dirigent
- 1929: Ramón Francisco, dominikanischer Lyriker und Essayist
- 1929: Ursula K. Le Guin, US-amerikanische Autorin
- 1931: William Bradley, britischer Automobilrennfahrer
- 1931: Thomas C. Oden, US-amerikanischer Theologe
- 1932: Pál Csernai, ungarischer Fußballspieler und -trainer
- 1932: Cesare Perdisa, italienischer Automobilrennfahrer
- 1933: Francisco Gento, spanischer Fußballspieler
- 1934: Thomas Lee Judge, US-amerikanischer Politiker, Gouverneur von Montana
- 1935: Derek Bell, irischer Musiker
- 1935: Jadwiga Barańska, polnische Schauspielerin
- 1936: Heidrun Hegewald, deutsche Malerin
- 1936: Mahi Khennane, algerisch-französischer Fußballspieler und -trainer
- 1936: Barbara Raetsch, deutsche Malerin
- 1936: Joachim Reinelt, deutscher Bischof
- 1937: Édith Scob, französische Schauspielerin
- 1939: Bernhard Klausnitzer, deutscher Entomologe und Zoologe
- 1939: János Varga, ungarischer Ringer
- 1940: Peter Arnison, australischer Offizier und Politiker
- 1940: Manfred Mann, südafrikanischer Musiker und Songschreiber
- 1940: Marita Petersen, färöische Politikerin, Regierungschefin
- 1940: Roy Woods, US-amerikanischer Automobilrennfahrer und Rennstallbesitzer
- 1941: Steve Cropper, US-amerikanischer Gitarrist, Produzent und Songwriter
- 1942: Les AuCoin, US-amerikanischer Politiker
- 1942: Elvin Bishop, US-amerikanischer Musiker
- 1942: Allan Grice, australischer Automobilrennfahrer und Politiker
- 1942: Winfried Dunkel, deutscher Generalmajor des Heeres der Bundeswehr
- 1942: Paula Kelly, US-amerikanische Schauspielerin und Fotomodell
- 1942: Christopher Sims, US-amerikanischer Ökonom
- 1944: Martin Roda Becher, Schweizer Schriftsteller
- 1944: Ene Mihkelson, estnische Schriftstellerin
- 1944: Olle Rolén, schwedischer Skirennläufer
- 1944ː Jutta Schlott, deutsche Schriftstellerin
- 1945: Nikita Sergejewitsch Michalkow, russischer Regisseur und Schauspieler
- 1945: Rosemarie Pfluger, Schweizer Journalistin und Moderatorin
- 1945: Kim Weber, finnischer Segler
- 1946: Otto Clemens, österreichischer Schauspieler
- 1946: Ronny De Witte, belgischer Radrennfahrer und Teammanager
- 1946: Marek Drewnowski, polnischer Pianist
- 1946: Bruno Galler, Schweizer Fußballschiedsrichter
- 1946: Artur Streiter, deutscher Schriftsteller und Anarchist
- 1947: Ai, US-amerikanische Dichterin und Hochschullehrerin
- 1947: Jerry Bergonzi, US-amerikanischer Jazzsaxophonist
- 1948: Daniel Akerson, US-amerikanischer Manager
- 1948: Albert Frick, liechtensteinischer Politiker, Landtagspräsident
- 1949: Benjamin Netanjahu, israelischer Politiker, Ministerpräsident
- 1949: Shulamit Ran, israelisch-amerikanische Komponistin und Musikpädagogin
- 1950: Riccardo Agusta, italienischer Unternehmer und Automobilrennfahrer
- 1950: Elisabeth Amandi, deutsche Marimbaspielerin, Schlagzeugerin, Komponistin und Autorin

#### 1951–1975

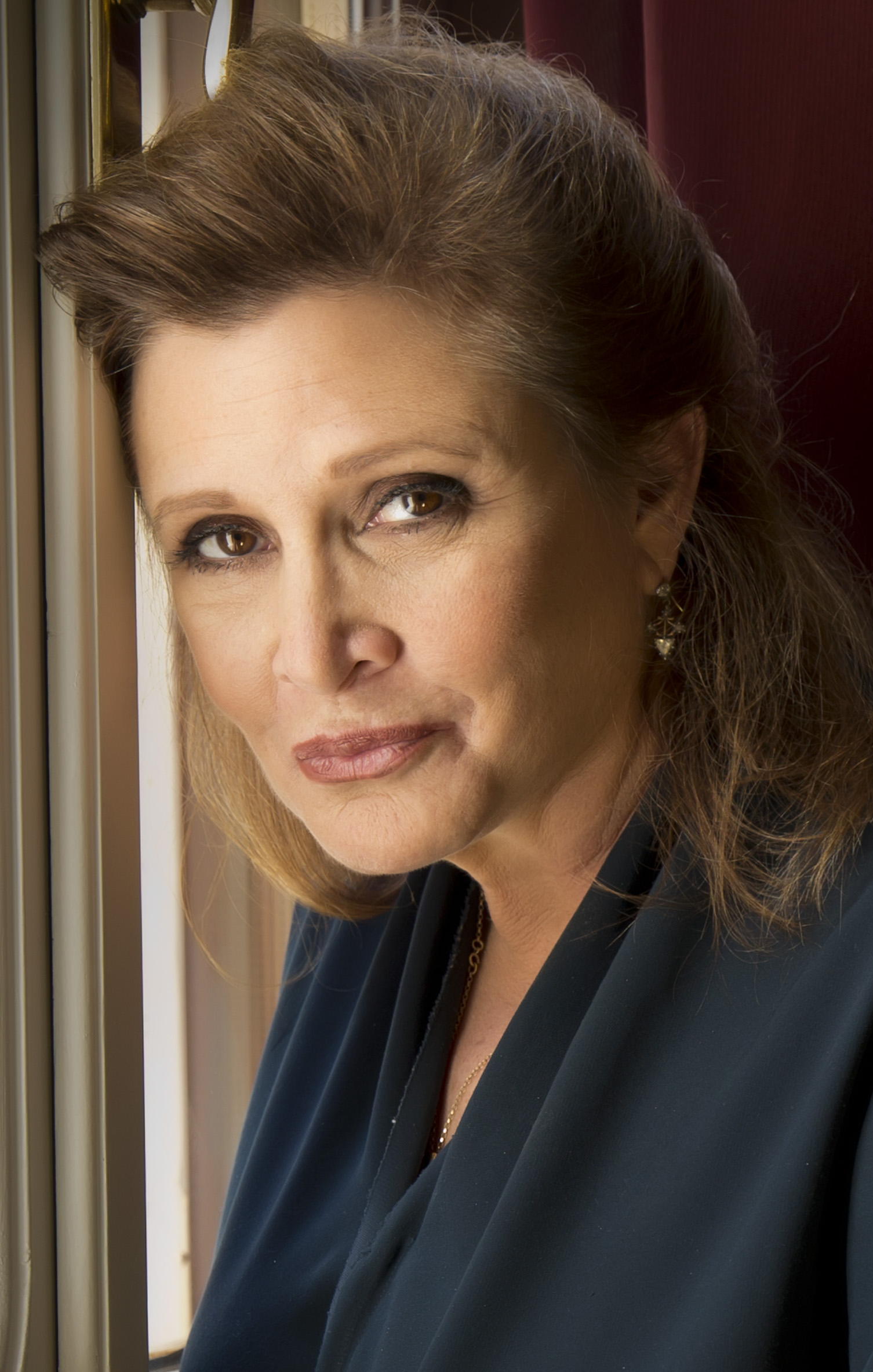
Carrie Fisher (* 1956)
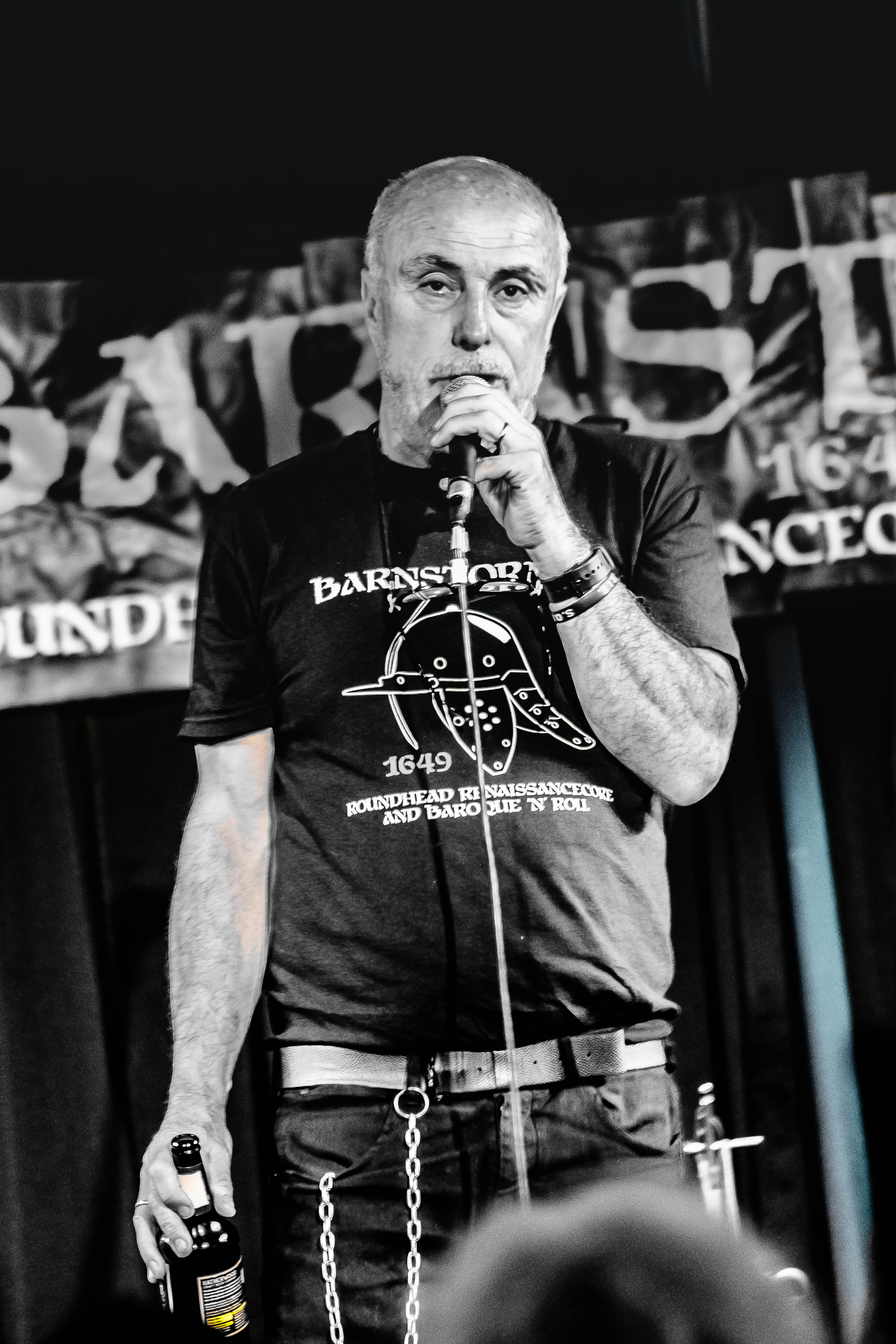
Attila the Stockbroker (* 1957)
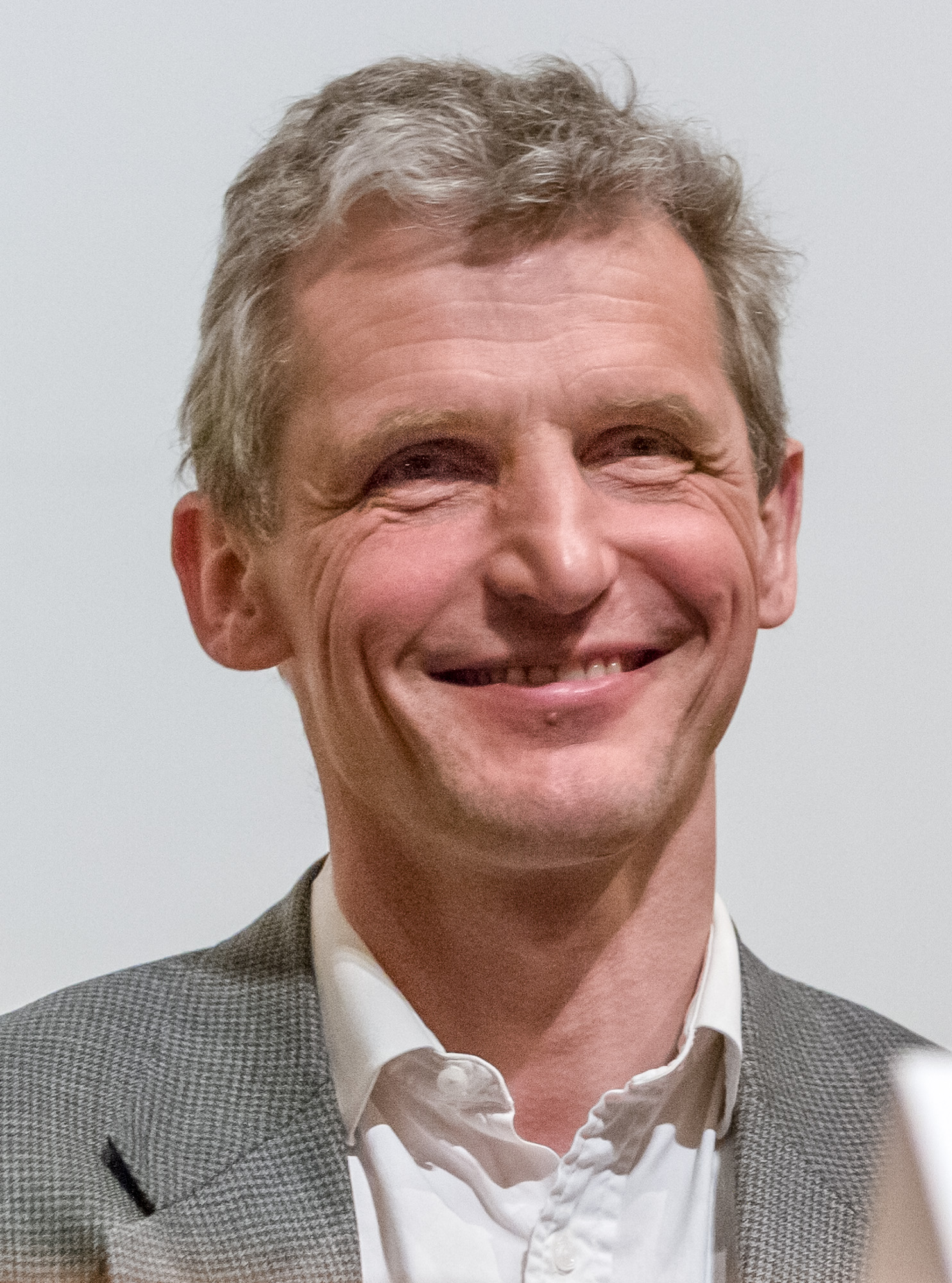
Wolfgang Ketterle (* 1957)

- 1951: Sigmund Gottlieb, deutscher Journalist und Chefredakteur des Bayerischen Fernsehens
- 1951: Bernd Rohwer, deutscher Politiker, Landesminister
- 1952: Mehdi Charef, algerischer Schriftsteller, Filmregisseur und Bühnenautor
- 1952: Hasso Körtge, deutscher Brigadegeneral der Luftwaffe der Bundeswehr
- 1952: Brent Mydland, US-amerikanischer Keyboarder und Sänger
- 1952: Kathy Riklin, Schweizer Politikerin
- 1953: Eleonora Giorgi, italienische Schauspielerin
- 1953: Keith Green, US-amerikanischer Sänger und Komponist
- 1953: Peter Mandelson, britischer Politiker
- 1953: Robert Meyer, deutscher Schauspieler
- 1953: Henning Sprogøe, dänischer Schauspieler, Theaterleiter und Moderator
- 1954: Pamela J. Fayle, australische Botschafterin
- 1955: Catherine Hardwicke, US-amerikanische Szenenbildnerin, Filmregisseurin und Drehbuchautorin
- 1955: Natalja Komarowa, russische Politikerin
- 1955: Romely Pfund, deutsche Dirigentin
- 1956: Carrie Frances Fisher, US-amerikanische Schauspielerin und Autorin
- 1957: Attila the Stockbroker, englischer Liedertexter, Musiker und Dichter
- 1957: Rolf Berg, deutscher Schauspieler, Regisseur und Sprecher
- 1957: Wolfgang Ketterle, deutscher Physiker, Nobelpreisträger
- 1957: Steve Lukather, US-amerikanischer Gitarrist und Sänger
- 1957: Lyle Workman, US-amerikanischer Musiker und Filmkomponist

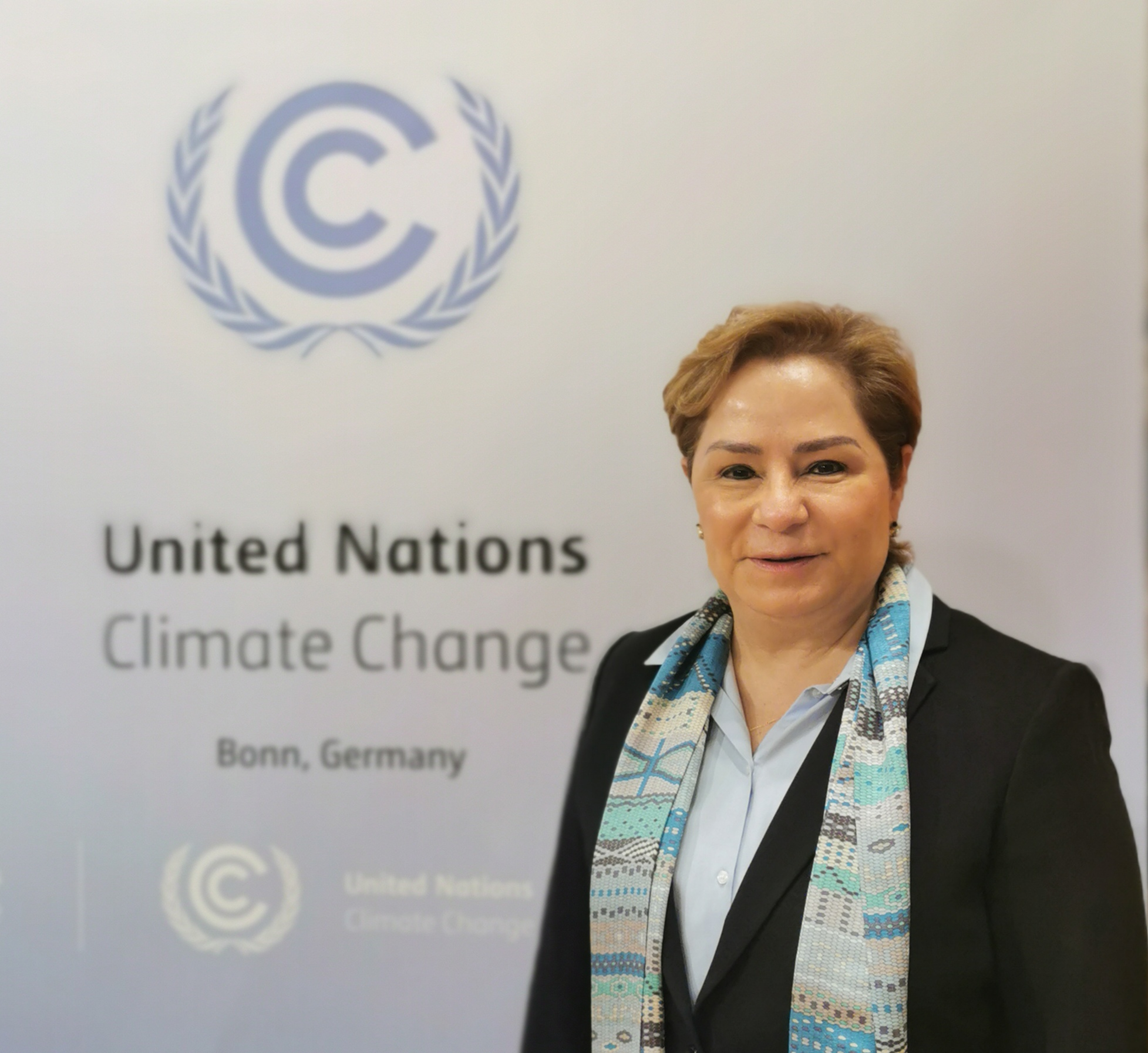
Patricia Espinosa Cantellano (* 1958)
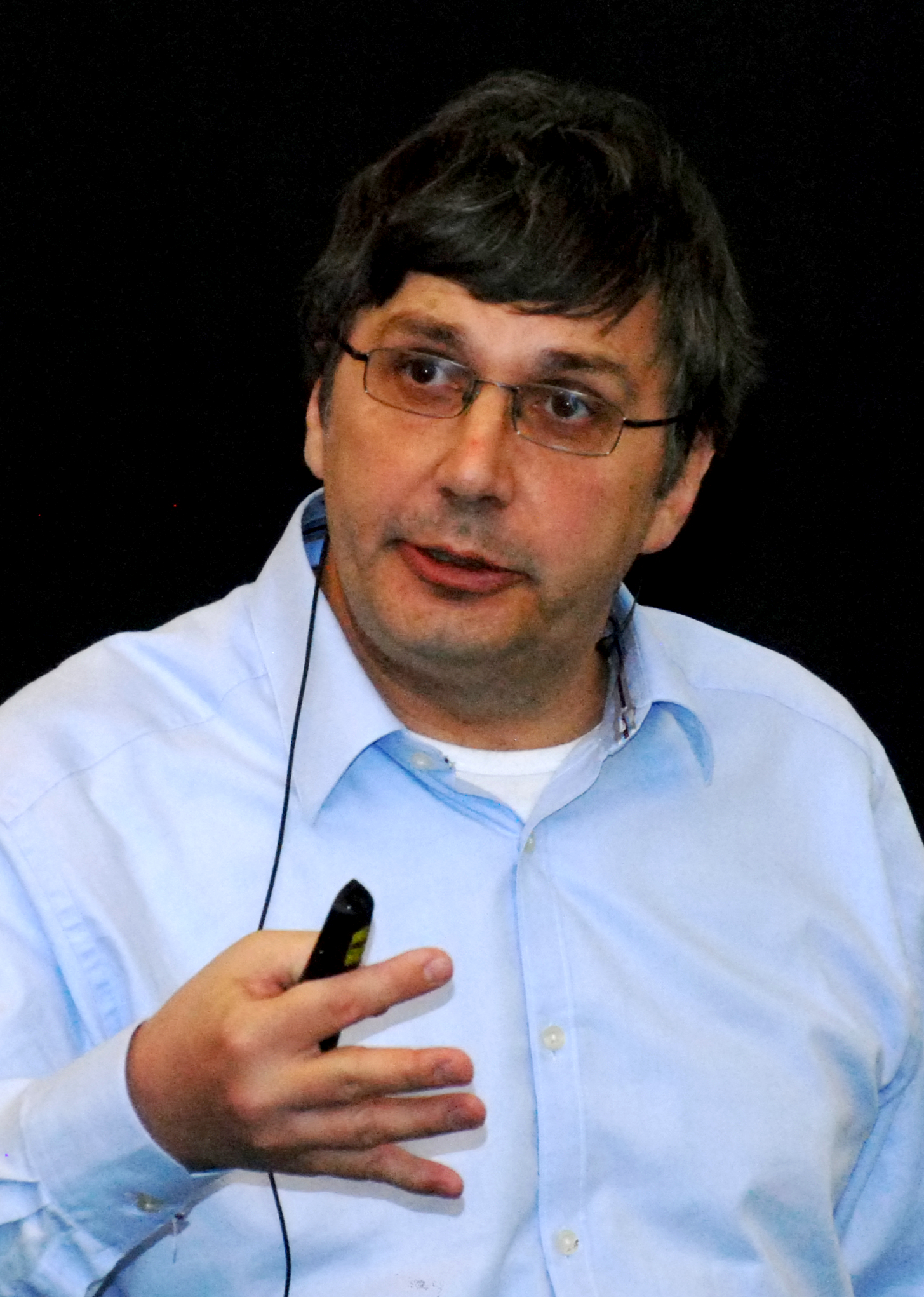
Andre Geim (* 1958)
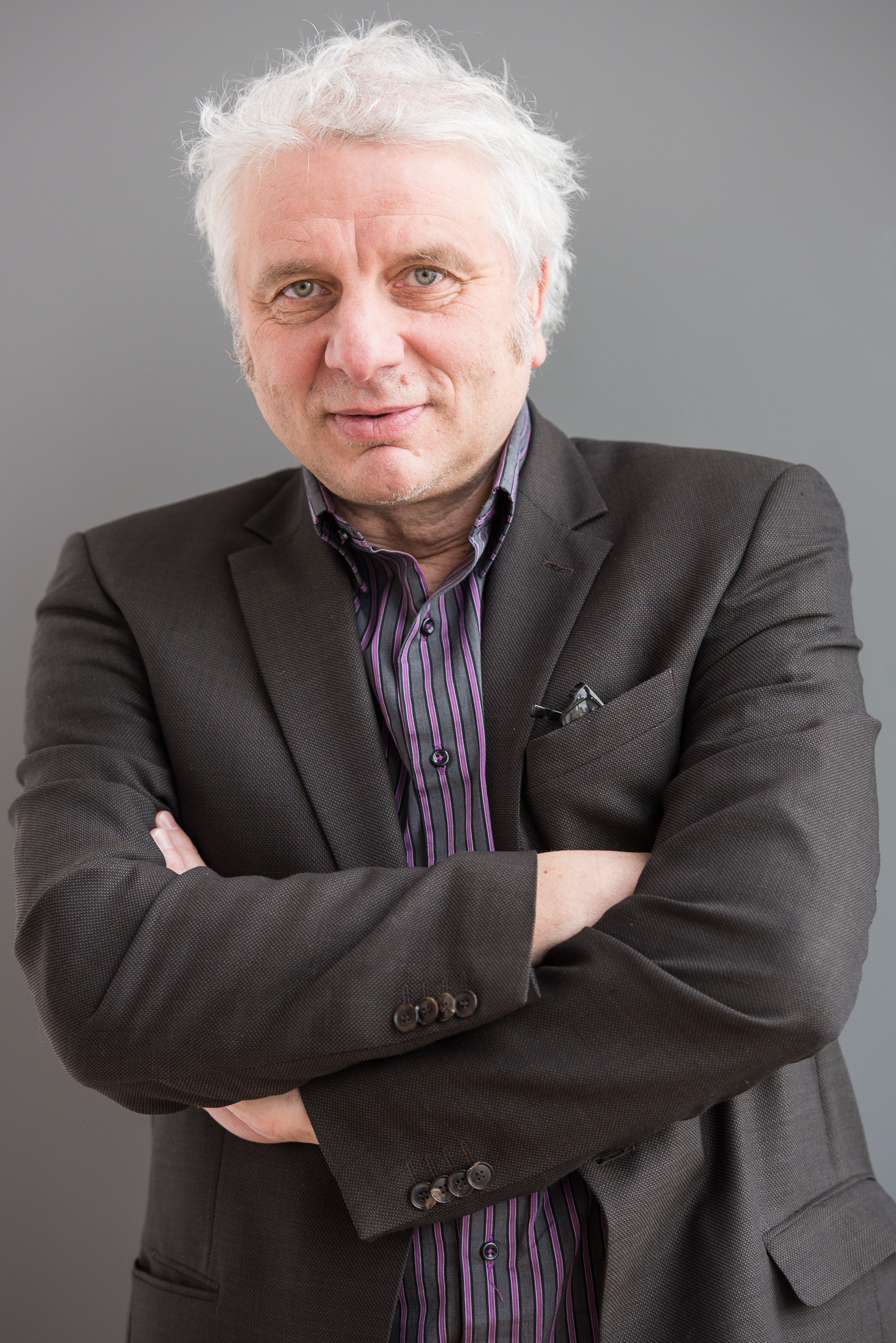
Udo Wachtveitl (* 1958)

- 1958: Dieter Amann, österreichischer Skirennläufer
- 1958: Patricia Espinosa Cantellano, mexikanische Diplomatin
- 1958: Andre Geim, niederländisch-britischer Physiker russlanddeutscher Herkunft, Nobelpreisträger
- 1958: Julio Medem, spanischer Filmregisseur und Drehbuchautor
- 1958: Udo Wachtveitl, deutscher Schauspieler
- 1961: Marina Krogull, deutsche Schauspielerin und Synchronsprecherin
- 1962: Fredrik Sixten, schwedischer Komponist
- 1962: Pat Tiberi, US-amerikanischer Politiker
- 1964: Klaus Holetschek, deutscher Politiker, MdB
- 1967: Alejandro Apud, uruguayischer Fußballspieler und -trainer
- 1967: Paul Ince, englischer Fußballspieler
- 1968: Kerstin Andreae, deutsche Politikerin, MdB
- 1968: Jeff Chimenti, US-amerikanischer Musiker
- 1969: Dariusz Edward Adamczuk, polnischer Fußballspieler
- 1969: Richard Balandras, französischer Automobilrennfahrer
- 1969: Lucio Cecchinello, italienischer Motorradrennfahrer
- 1969: Salman bin Hamad bin Isa Al Chalifa, Kronprinz von Bahrain
- 1970: Gerd J. Pohl, deutscher Puppenspieler
- 1971: Oliver Paasch, belgischer Politiker
- 1971: Thomas Ulsrud, norwegischer Curler
- 1973: Lera Auerbach, russische Komponistin, Pianistin und Autorin
- 1973: Oliver Unsöld, deutscher Fußballspieler
- 1975: Juan Pablo Ángel Arango, kolumbianischer Fußballspieler

#### 1976–2000

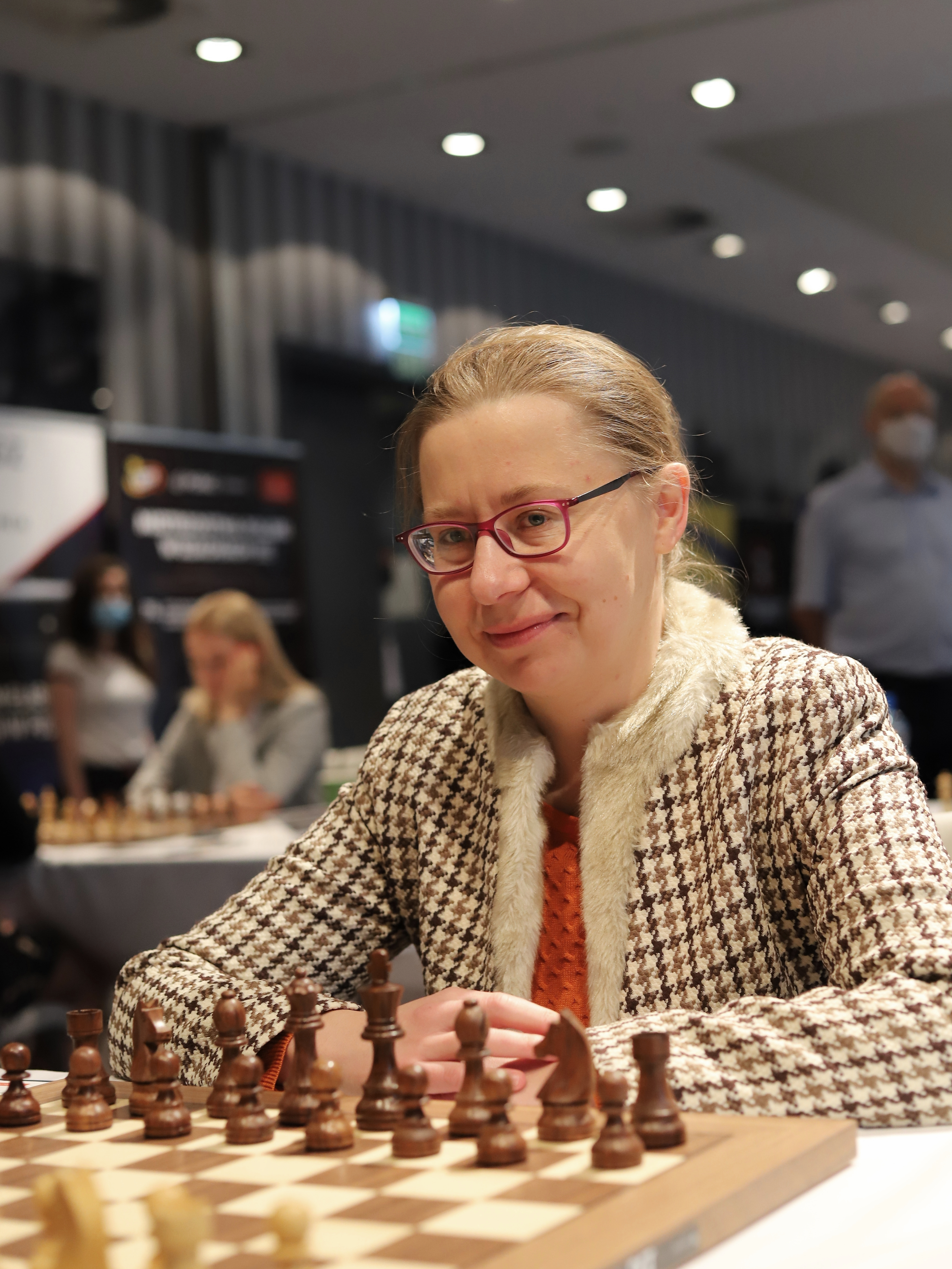
Joanna Dworakowska (* 1978)

- 1976: Andrew Scott, irischer Schauspieler
- 1976: Mélanie Turgeon, kanadische Skirennläuferin
- 1977: Def Cut, Schweizer DJ und Musikproduzent
- 1977: Julieta Cardinali, argentinische Schauspielerin
- 1978ː Joanna Dworakowska, polnische Schachspielerin
- 1978: Hélène Joy, kanadisch-australische Schauspielerin
- 1978: Olena Resnir, ukrainische Handballspielerin
- 1979: Katrin Šmigun, estnische Skilangläuferin
- 1979: Jalal Yousef, venezolanischer Poolbillardspieler

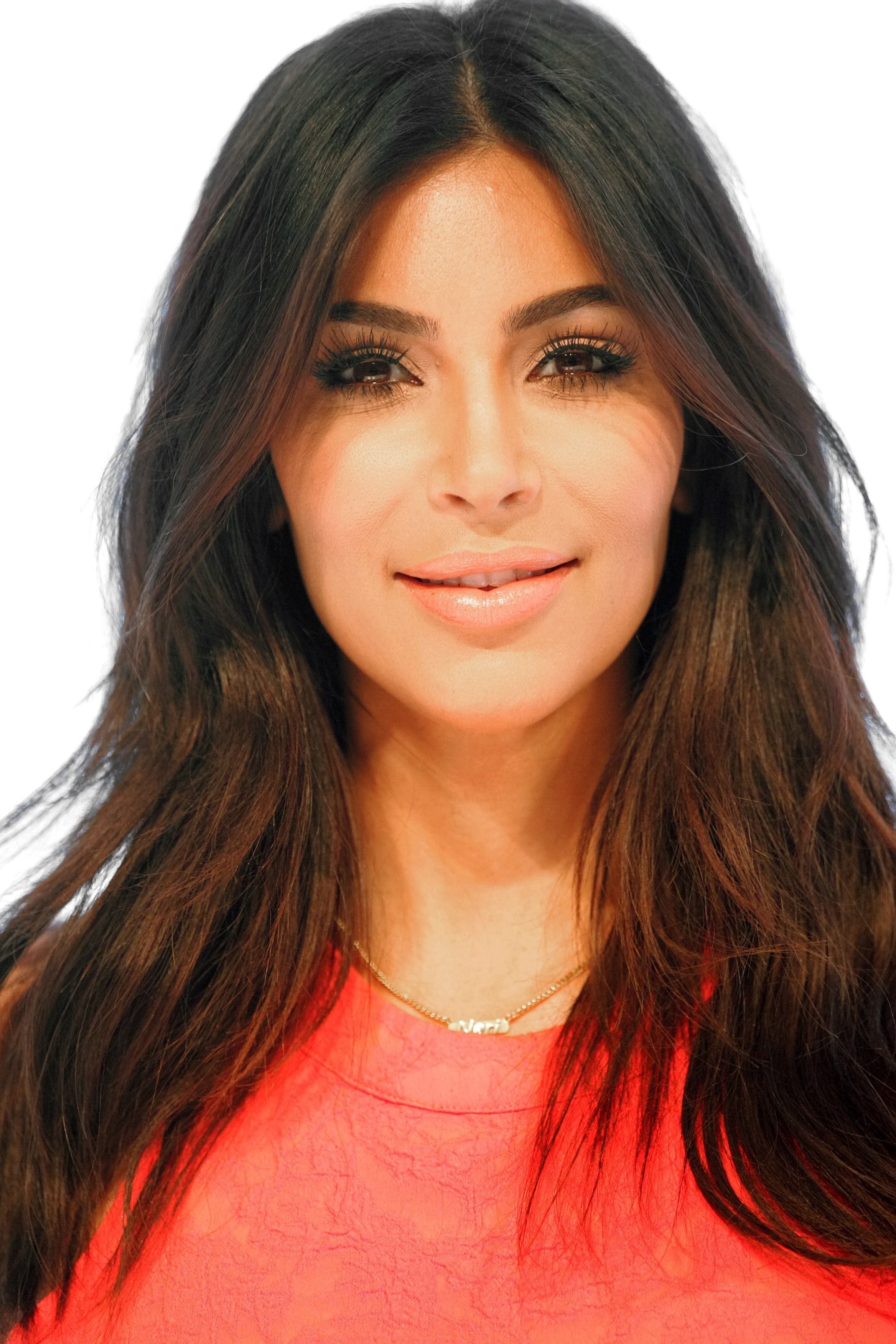
Kim Kardashian (* 1980)

- 1980: Kim Kardashian, US-amerikanisches Model
- 1981: Roman Alexandrowitsch Russinow, russischer Automobilrennfahrer
- 1981: Nemanja Vidić, serbischer Fußballspieler
- 1982: Qairat Äschirbekow, kasachischer Fußballspieler
- 1982: Lee Chong Wei, malaysischer Badmintonspieler
- 1983: Hrvoje Ćustić, kroatischer Fußballspieler
- 1983: Naiara Egozkue, spanische Handballspielerin
- 1983: Amber Rose, US-amerikanisches Model
- 1983: Aaron Tveit, US-amerikanischer Schauspieler
- 1984: Kenny Cooper, US-amerikanischer Fußballspieler
- 1984: Silvio Heinevetter, deutscher Handballspieler
- 1984: Felix Lehrmann, deutscher Schlagzeuger
- 1984: Arlette van Weersel, niederländische Schachspielerin
- 1985: Tilo Jung, deutscher Journalist
- 1985: Maximillian Roeg, britischer Schauspieler
- 1986: Almen Abdi, Schweizer Fußballspieler
- 1988: Nathalie Bock, deutsche Fußballspielerin
- 1988: Hope Hicks, US-amerikanisches Model und PR-Beraterin
- 1989: Kristina Dumitru, deutsche Schauspielerin
- 1989: Sidonie von Krosigk, deutsche Schauspielerin
- 1989: Marcel Lenz, deutscher Handballspieler
- 1989: Tobias Rivesjö, schwedischer Handballspieler
- 1989: Billy Stairmand, neuseeländischer Surfer
- 1989: Christin Stark, deutsche Schlagersängerin
- 1989: Christopher Zanella, Schweizer Automobilrennfahrer
- 1990: Raidel Acea, kubanischer Mittelstreckenläufer
- 1990: Ricky Rubio, spanischer Basketballspieler
- 1990: Maxime Vachier-Lagrave, französischer Schachspieler
- 1991: Artur Aleksanjan, armenischer Ringer
- 1991: Alexandra Ianculescu, rumänisch-kanadische Eisschnellläuferin und Radsportlerin
- 1992: Marcel Andrijanic, bosnisch-herzegowinischer Fußballspieler
- 1992: Bernard Tomic, australischer Tennisspieler
- 1993: Rahel Aschwanden, Schweizer Tischtennisspielerin
- 1994: Aias Aosman, syrisch-deutscher Fußballspieler
- 1994: Florian Kath, deutscher Fußballspieler
- 1994: Adrián Solano, venezolanischer Skilangläufer
- 1995: Doja Cat, US-amerikanische Rapperin und Sängerin
- 1996: Paola Piazzolla, italienische Ruderin
- 1998: Gage Worsley, US-amerikanischer Volleyballspieler
- 1999: Matteo Gabbia, italienischer Fußballspieler
- 2000: Imanbek, kasachischer Musikproduzent

### 21. Jahrhundert
- 2001: Georg Steinhauser, deutscher Radrennfahrer
- 2005: Voldiya Galmace-Paulin, französische Biathletin
- 2007: Ajda Košnjek, slowenische Skispringerin

## Gestorben

### Vor dem 16. Jahrhundert
- 0371: Hilarion von Gaza, Asket, Einsiedler und Heiliger
- 1096: Walter Sans-Avoir, ein Anführer des Volkskreuzzugs
- 1125: Cosmas von Prag, böhmischer Chronist des Mittelalters
- 1190: Ranulf de Glanville, anglonormannischer Adeliger und Justiciar von England
- 1210: Hugo II., Propst des Klosterstifts Berchtesgaden
- 1262: Aymo von Grandson, Bischof von Genf

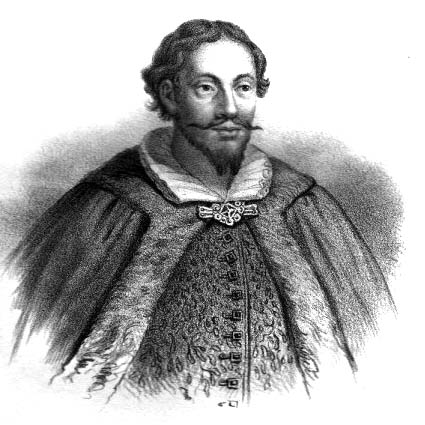
Birger Jarl († 1266)

- 1266: Birger Jarl, schwedischer Staatsmann
- 1275: Sancho von Aragón, Erzbischof von Toledo
- 1278: Johann III., Bischof von Prag
- 1284: Gerhard von Ennstal, Bischof von Lavant
- 1287: Stephen Bersted, Bischof von Chichester
- 1314: Geoffrey de Geneville, anglo-französischer Baron
- 1327: Guido Tarlati, italienischer Bischof
- 1355: Bertrand de Déaulx, französischer Bischof, Diplomat und Kardinal
- 1363: Hugues Roger, französischer Bischof
- 1422: Karl VI., König von Frankreich
- 1425: Ralph Neville, 1. Earl of Westmorland, englischer Adeliger und Parteigänger des Hauses Lancaster
- 1427: Raimond Mairose, römischer Jurist und Kardinal der römisch-katholischen Kirche
- 1439: Ambrogio Traversari, toskanischer Humanist und Theologe
- 1453: Sylvester Pflieger, Bischof von Chiemsee
- 1458: Peter von Savoyen, Erzbischof von Tarentaise und Bischof von Genf
- 1494: Gian Galeazzo Sforza, Herzog von Mailand
- 1500: Go-Tsuchimikado, 103. Kaiser Japans

### 16. bis 18. Jahrhundert

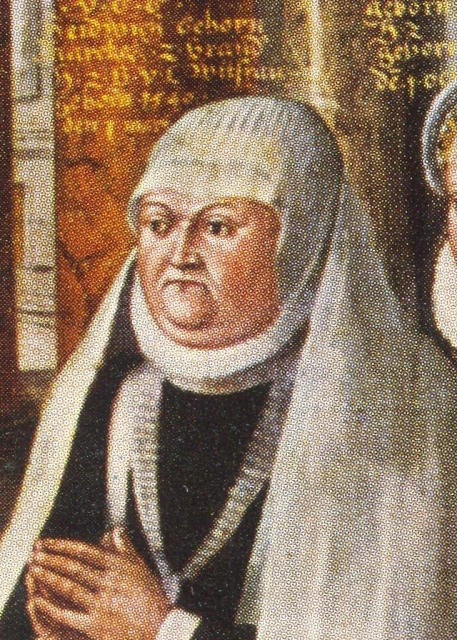
Hedwig von Brandenburg († 1602)

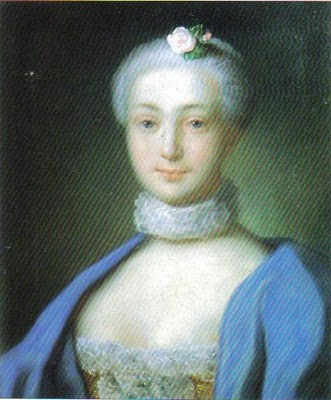
Maria Wilhelmina von Auersperg († 1775)

- 1514: Alexander von Pfalz-Zweibrücken, Pfalzgraf und Herzog von Pfalz-Zweibrücken und Veldenz
- 1515: Pleikard von Gemmingen, Kanoniker im Stift Wimpfen
- 1528: Johann von Schwarzenberg, Hofmeister des Fürstbischofs von Bamberg
- 1535: Christian Beyer, deutscher Rechtsgelehrter
- 1556: Pietro Aretino, italienischer Schriftsteller
- 1558: Julius Caesar Scaliger, italienischer Humanist, Dichter und Naturforscher
- 1571: Hōjō Ujiyasu, japanischer Fürst und Kriegsherr
- 1575: Kaspar Eberhard, deutscher lutherischer Theologe und Pädagoge
- 1587: Johann Wigand, deutscher lutherischer Theologe und Reformator
- 1591: Ernst von Mengersdorf, Fürstbischof von Bamberg
- 1598: Joachim von Fürstenberg-Heiligenberg, Graf von Fürstenberg
- 1600: Ōtani Yoshitsugu, japanischer Samurai
- 1602: Hedwig von Brandenburg, Fürstin von Braunschweig-Wolfenbüttel
- 1634: Otto von Preen, deutscher Jurist und Hofbeamter
- 1637: Laurens Reael, niederländischer Admiral und Generalgouverneur der niederländischen Ostindien-Kompanie (VOC) in Südostasien
- 1680ː Margareta II. von Dassel, Äbtissin des Klosters Medingen
- 1687: Edmund Waller, englischer Dichter und Politiker
- 1695: Johann Arnold Nehring, kurfürstlich brandenburgischer Baumeister
- 1708: Christian Weise, deutscher Schriftsteller, Dramatiker und Pädagoge
- 1734: Juan Bautista de Orendáin, spanischer Politiker und Ministerpräsident
- 1741: Louis De l’Isle de la Croyère, französischer Astronom
- 1744: Wilhelmine von Grävenitz, Mätresse des württembergischen Herzoges Eberhard Ludwig
- 1747: François Campion, französischer Theorbist, Gitarrist, Komponist und Musiktheoretiker
- 1751: Annibale Albani, italienischer Kardinal
- 1755: Christian, Landgraf von Hessen-Wanfried und Hessen-Rheinfels
- 1765: Giovanni Paolo Pannini, italienischer Maler und Architekt
- 1769: Johann Samuel Agner, deutscher Geistlicher und Schriftsteller
- 1771: August Georg Simpert, Markgraf von Baden-Baden
- 1773: Johann Conrad Schlaun, deutscher Baumeister des Barock
- 1775: Maria Wilhelmina von Auersperg, österreichische Adelige und Hofdame Maria Theresias
- 1775: Peyton Randolph, erster Präsident des amerikanischen Kontinentalkongresses
- 1775: Julius Heinrich Schwarze, deutscher Baumeister
- 1785: José Luzán, spanischer Maler
- 1797: Philipp August Kulenkamp, deutscher Jurist

### 19. Jahrhundert
- 1801: Johann Stapfer, Schweizer evangelischer Geistlicher und Hochschullehrer
- 1802: Philipp Karl von Alvensleben, preußischer Staats-, Kriegs- und Kabinettsminister
- 1803: Alberto Fortis, italienischer Gelehrter

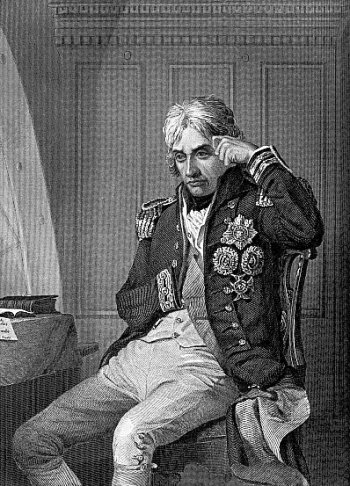
Horatio Nelson († 1805)

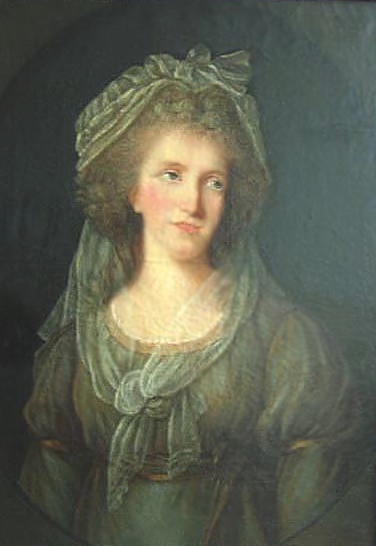
Maria Anna Czartoryska († 1854)

- 1805: Horatio Nelson, britischer Admiral
- 1822: Samuel Petschek, Stammvater der deutschböhmischen Unternehmerdynastie Petschek
- 1825: Friedrich Theodor von Schubert, deutscher Astronom
- 1834: Edward Smith Stanley, 12. Earl of Derby, britischer Politiker und Pferdesportliebhaber
- 1840: Heinrich Dietrich von Grolman, Jurist, preußischer Wirklicher Geheimer Rat, Präsident des Geheimen Obertribunals und Mitglied des Staatsrats
- 1841: Aloys Schreiber, deutscher Lehrer und Professor der Ästhetik, Hofhistoriker, Schriftsteller und Reisebuchautor
- 1844: Nikolos Barataschwili, georgischer Dichter
- 1845ː Maria Hoofman, niederländische Kunstsammlerin, Zeichnerin und Malerin
- 1851: Georg Christian von Wangenheim, hannoverscher Oberhofmarschall
- 1854: Maria Anna Czartoryska, polnische Schriftstellerin
- 1860: Charles Gordon-Lennox, 5. Duke of Richmond, britischer Politiker
- 1861: Edward Dickinson Baker, US-amerikanischer Politiker
- 1864: Marie Strauß, letzte zum Tode verurteilte Person, die in Deutschland öffentlich hingerichtet wurde
- 1872: Jacques Babinet, französischer Physiker
- 1873: Johan Sebastian Welhaven, norwegischer Schriftsteller
- 1874: Marià Fortuny, katalanischer Maler
- 1879: Adam Ney, deutscher Bildhauer
- 1881: Eduard Heine, deutscher Mathematiker
- 1883: John Nevins Andrews, US-amerikanischer Reiseprediger, Bibeltheologe und Präsident der Generalkonferenz der Siebenten-Tags-Adventisten
- 1885: Alwin Wieck, deutscher Geiger und Klavierlehrer
- 1886: José Hernández, argentinischer Journalist und Dichter
- 1892: Anne Charlotte Leffler, schwedische Schriftstellerin
- 1899: Romain Bussine, französischer Sänger, Gesangspädagoge und Lyriker
- 1900: Alexander Achilles, deutscher Jurist und Reichsgerichtsrat

### 20. Jahrhundert

#### 1901–1950

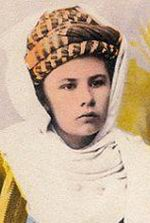
Isabelle Eberhardt († 1904)

- 1901: Friedrich Preller der Jüngere, deutscher Landschafts- und Marinemaler
- 1904: Isabelle Eberhardt, russisch-schweizerische Entdeckerin und Reiseschriftstellerin
- 1905: Hermann Usener, deutscher Altphilologe und Religionswissenschaftler
- 1909: George Augustus Graham, britischer Offizier und Kynologe
- 1916: Karl Stürgkh, österreichischer Politiker und k.k. Ministerpräsident
- 1924: Martin Marsick, belgischer Violinvirtuose und -lehrer
- 1925: Heinrich von Angeli, österreichischer Maler
- 1929: Wassil Radoslawow, bulgarischer Politiker und Ministerpräsident
- 1930: Elisabeth Altmann-Gottheiner, deutsche Ökonomin und Frauenrechtlerin, eine der ersten Hochschullehrerinnen
- 1931: Barbecue Bob, US-amerikanischer Bluespionier

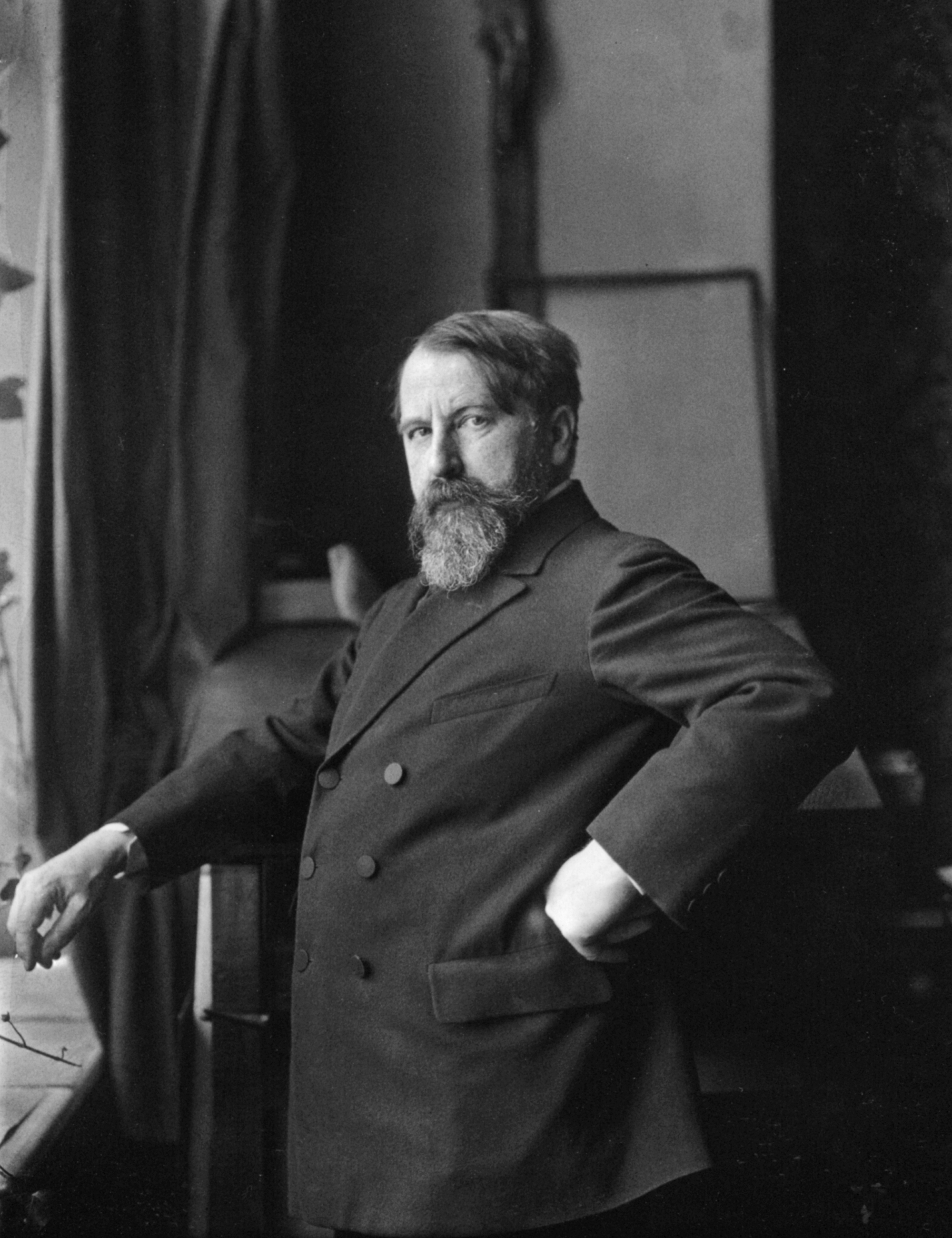
Arthur Schnitzler († 1931)

- 1931: Arthur Schnitzler, österreichischer Erzähler und Dramatiker
- 1932: Anton Funtek, slowenischer Schriftsteller
- 1933: Charles Follot, französischer Unternehmer und Automobilrennfahrer
- 1937: Maximilian Beyer, deutscher Theologe
- 1942ː Ellen Epstein, deutsche Pianistin und Opfer des Holocaust
- 1944: Domenico Durante, italienischer Fußballspieler und Maler
- 1944: Alois Kayser, deutscher Missionar
- 1944: Hilma af Klint, schwedische Malerin
- 1944: Erich Ziebarth, deutscher Althistoriker
- 1945: Henry Armetta, italienisch-US-amerikanischer Schauspieler
- 1948: Koene Dirk Parmentier, niederländischer Luftfahrtpionier

#### 1951–1975
- 1951: Willy Fischer, deutscher Politiker, MdL, MdB
- 1952: Jimmy Jewell, englischer Fußballtrainer und -schiedsrichter
- 1956: Ángel Castro Argiz, spanisch-kubanischer Arbeiter, Vater von Fidel, Raul und Ramón Castro
- 1956: Ludwig Arzt, deutscher Unternehmer
- 1957: Joseph T. Rucker, US-amerikanischer Kameramann
- 1960: Paul Fallot, französischer Geologe und Paläontologe
- 1961: Karl Korsch, deutscher Politiker und Philosoph
- 1962: Vanni Marcoux, französischer Sänger
- 1963: Heinrich Höfler, deutscher Politiker, MdB
- 1964: Andrej Afanassowitsch Babajew, aserbaidschanischer Komponist
- 1964: Lino Liviabella, italienischer Komponist, Pianist und Hochschullehrer
- 1965: Bill Black, US-amerikanischer Musiker
- 1967: Ejnar Hertzsprung, dänischer Astronom
- 1968: Andrew Aitkenhead, schottisch-kanadischer Eishockeytorwart
- 1968: Gertrude Pritzi, österreichische Tischtennisspielerin

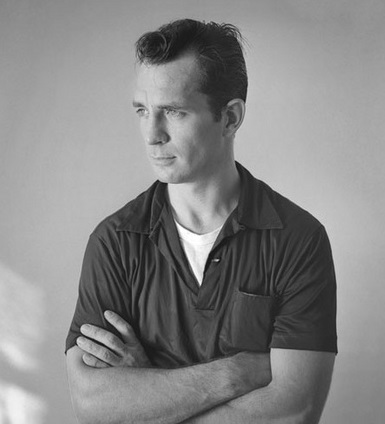
Jack Kerouac († 1969)

- 1969: Jack Kerouac, US-amerikanischer Schriftsteller, Vertreter der Beat Generation (On The Road)
- 1969: Waclaw Sierpinski, polnischer Mathematiker
- 1970: Ernest Haller, US-amerikanischer Kameramann
- 1973: Nasif Estéfano, argentinischer Automobilrennfahrer
- 1973: Otto Albert Tichý, tschechischer Komponist und Kirchenmusiker
- 1974: Frederik Buytendijk, niederländischer Biologe, Anthropologe, Psychologe, Physiologe und Sportmediziner
- 1974: Maruyama Kaoru, japanischer Schriftsteller
- 1975: Charles Reidpath, US-amerikanischer Stadtbaumeister, Stadtplaner und Leichtathlet, Olympiasieger
- 1975: Nell Walden, schwedisch-schweizerische Malerin

#### 1976–2000
- 1976: Jean Berveiller, französischer Organist und Komponist
- 1977: Norman Thomas Kardinal Gilroy, australischer Geistlicher, Erzbischof von Sydney
- 1977: Ferit Tüzün, türkischer Komponist und Dirigent
- 1978: Anastas Mikojan, sowjetischer Politiker
- 1980: Hans Asperger, österreichischer Kinderarzt
- 1982: Hermann Berg, deutscher Politiker, MdB
- 1982: Joachim Kortüm, deutscher General
- 1982: Maximilian E. Obermayer, österreichisch-US-amerikanischer Dermatologe und Hochschullehrer
- 1984: François Truffaut, französischer Regisseur und Filmkritiker, Schauspieler und Produzent
- 1984: Dalibor Vačkář, tschechischer Komponist
- 1990: Jo Ann Kelly, britische Blues-Sängerin und Gitarristin
- 1991: Lorenc Antoni, nordmazedonischer bzw. jugoslawischer Komponist
- 1991: Frank Barufski, deutscher Schauspieler, Hörspielsprecher und Moderator
- 1991: William Shea, US-amerikanischer Anwalt
- 1992: Jim Garrison, US-amerikanischer Jurist und Staatsanwalt
- 1994: Horst Gernhardt, deutscher Fußballspieler
- 1995: Maxene Angelyn Andrews, US-amerikanische Sängerin
- 1995: Nancy Graves, US-amerikanische Bildhauerin, Malerin und Filmemacherin
- 1995: Hans Helfritz, deutscher Komponist, Musikwissenschaftler und Schriftsteller
- 1995: Shannon Hoon, US-amerikanischer Sänger (Blind Melon)
- 1996: Léon Yehouda Ashkénasi, französischer Rabbiner
- 1998: Walter Schmiele, deutscher Schriftsteller und Übersetzer
- 1999: Lars Bo, dänischer Künstler und Autor
- 1999: John Edward Bromwich, australischer Tennisspieler

### 21. Jahrhundert
- 2001: Ernst Anrich, deutscher Historiker
- 2001: Heinz Bremer, deutscher Naturschützer, Biologe und Hochschullehrer
- 2001: Robert Winley, US-amerikanischer Schauspieler
- 2002: Manfred Ewald, deutscher Politiker und Sportfunktionär der DDR

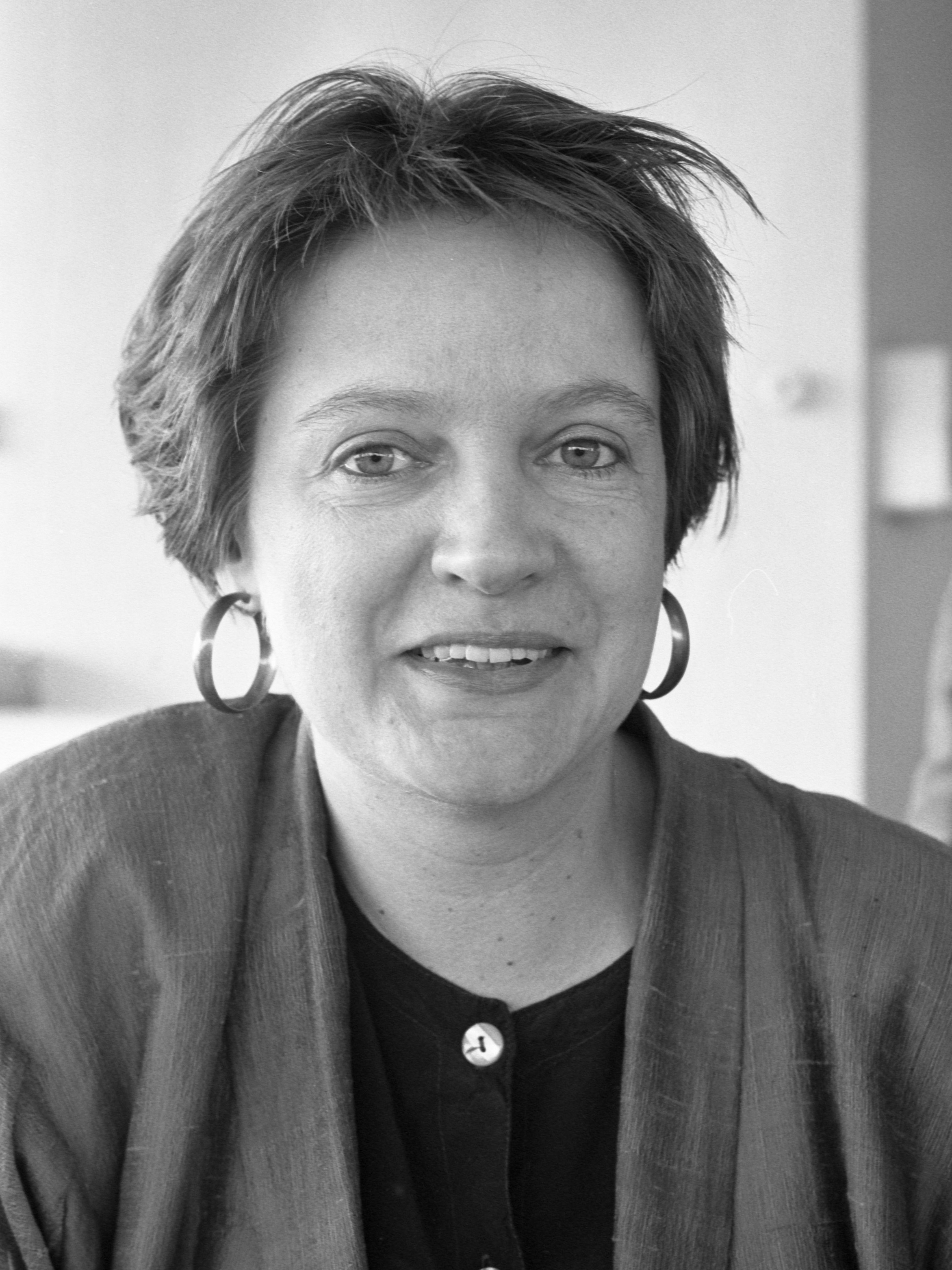
Karin Adelmund († 2005)

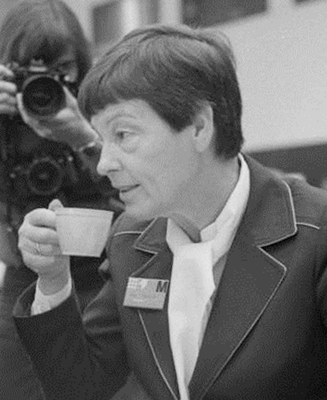
Loki Schmidt († 2010)

- 2002: Jesse Leonard Greenstein, US-amerikanischer Astronom
- 2003: Elliott Smith, US-amerikanischer Liedermacher
- 2004: Flor Roffé de Estévez, venezolanische Musikpädagogin und Komponistin
- 2005: Karin Adelmund, niederländische Politikerin
- 2006: Mykola Dossenko, sowjetischer bzw. ukrainischer Schauspieler
- 2006: Ladislas Mandel, ungarisch-französischer Typograf
- 2006: Arthur Peacocke, britischer Biochemiker und Theologe
- 2007: Ronald B. Kitaj, US-amerikanischer Maler, Grafiker und Zeichner
- 2007: Ileana Sonnabend, US-amerikanische Galeristin
- 2008: Sonja Gräfin Bernadotte, deutsche Adlige und Unternehmerin
- 2009: Johanna Clas, deutsche Schauspielerin
- 2009: Heinz Czechowski, deutscher Lyriker und Dramaturg
- 2010: Loki Schmidt, deutsche Botanikerin und Naturschützerin
- 2011: Drikus Veer, niederländischer Motorradrennfahrer
- 2012: Yash Chopra, indischer Filmregisseur
- 2012: George McGovern, US-amerikanischer Politiker
- 2014: Gough Whitlam, australischer Politiker
- 2016: Gerhard Dallinger, österreichischer Komponist, Dirigent und Chorleiter
- 2016: Manfred Krug, deutscher Schauspieler, Sänger und Schriftsteller
- 2016: C. Peter Wagner, US-amerikanischer Theologe, evangelischer Missionar, Missiologe und Gemeindebauspezialist
- 2017: Martin Giese, deutscher Radrennfahrer
- 2017: William Kimberly, US-amerikanischer Automobilrennfahrer
- 2018: Robert Faurisson, französischer Holocaustleugner
- 2019: Josef Maria Horváth, österreichischer Komponist und Pianist ungarischer Herkunft
- 2019: Camille Zaidan, libanesischer Geistlicher
- 2020: Marge Champion, US-amerikanische Tänzerin und Schauspielerin
- 2021ː Konstanze Petersmann, deutsche Schriftstellerin, Lyrikerin und Salonnière
- 2022: Waldemar Fibigr, tschechoslowakischer Kanute
- 2022: Zilli Reichmann, deutsche Sintezza und Überlebende des Völkermordes an den Sinti und Roma
- 2022: Carmelo Ríos, puerto-ricanischer Leichtathlet
- 2022: Rainer Schaller, deutscher Unternehmer
- 2023: Amanda Aizpuriete, lettische Lyrikerin und Übersetzerin
- 2023: Ernst Buschor, Ernst Buschor
- 2023ː Natalie Zemon Davis, kanadisch-amerikanische Historikerin und Kulturwissenschaftlerin
- 2024ː Christine Boisson, französische Schauspielerin
- 2024ː Barbara Kolb, US-amerikanische Komponistin

## Feier- und Gedenktage
- Kirchliche Gedenktage
  - Hl. Hilarion von Gaza, römischer Eremit und Mönch (katholisch, orthodox)
  - Elias Schrenk, deutscher Erweckungsprediger (evangelisch)
  - Hl. John of Bridlington, englischer Geistlicher (katholisch)
- Namenstage
  - Ursula

Weitere Einträge enthält die Liste von Gedenk- und Aktionstagen.